# Karlovo náměstí (Třebíč)
Karlovo náměstí (lidově nazývané také Rynek) je centrální náměstí v Třebíči. Svou plochou dosahující 2,2 ha náleží k největším českým náměstím. Náměstí je pojmenováno po císaři Svaté říše římské a českém králi Karlu IV.
Dnešní podoba náměstí pochází z doby rekonstrukce mezi roky 2020 a 2022, dřívější podoba náměstí pocházela z 80. let 18. století. Původní rynk byl zničen velkými požáry města Třebíče v letech 1821 a 1822, kdy z úředního nařízení musely být sneseny vysoce vypjaté a krásně zformované ozdobné štíty a lomenice měšťanských domů. Později nebyly obnoveny. Požáry byla zničena rovněž původní cenná renesanční radnice.
Podoba náměstí po požárech již nebyla tak malebná, působila spíše uzavřeným dojmem. Přímo na náměstí tehdy ještě stále ústily dvě ze tří městských bran. Ty však byly v průběhu 19. století také strženy za účelem zlepšení průjezdu, protože již velikostně bránily rostoucí dopravě.
Od roku 2020 na náměstí jsou nově dvě kašny, pítka, lavičky, menší parkoviště a kovové desky připomínající historické události města.

## Dějiny

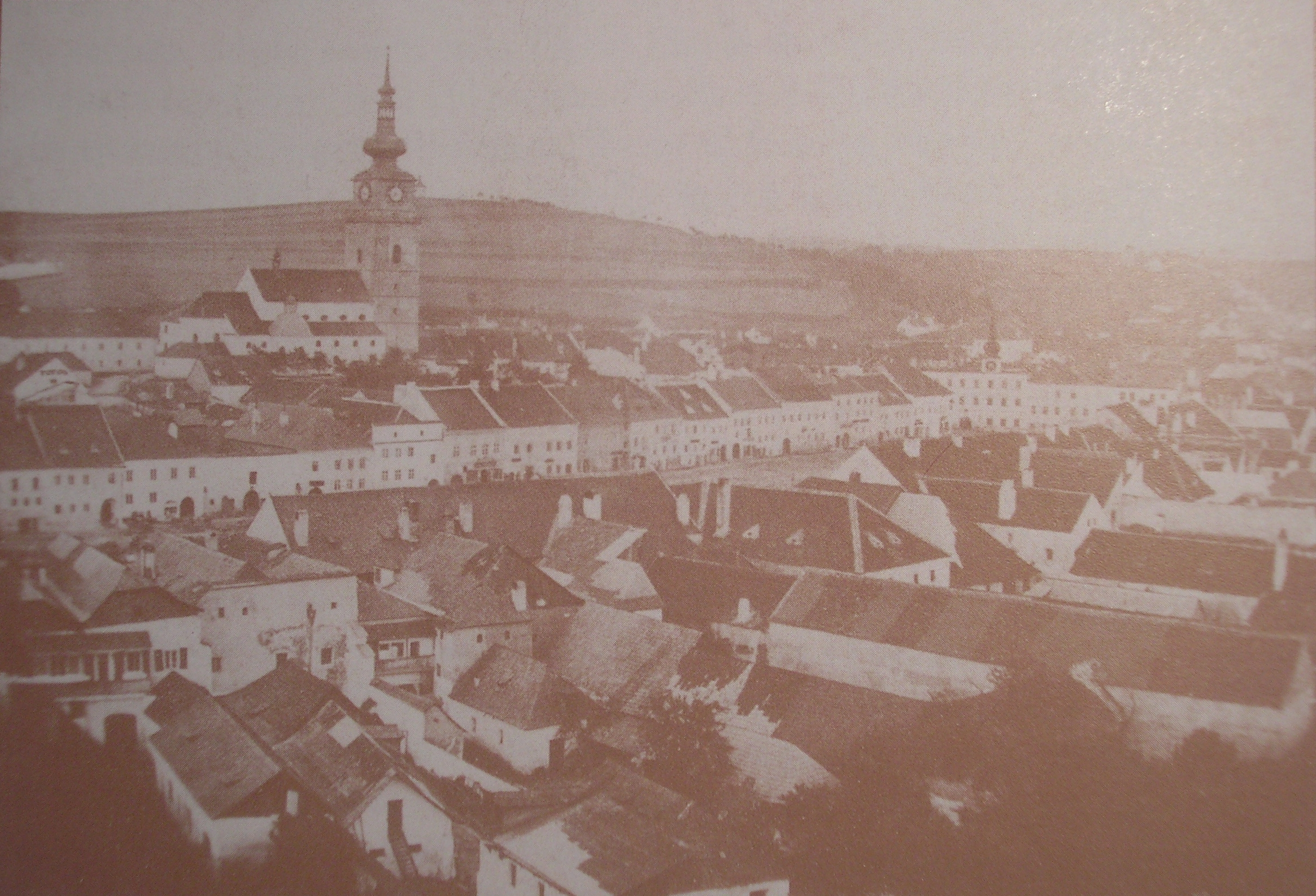
Nejstarší známá fotografie Třebíče pořízená před rokem 1868 a před velkými požáry, kdy je na fotografii patrná ještě stará renesanční radnice a tzv. Masné krámy

Náměstí pravděpodobně vyměřil sám lokátor Třebíče, měšťan Herman (zřejmě Heřman – původem Němec), jak ho dokládá listina z roku 1277 poprvé dokládající městský status Třebíče. To on stanovil hranice osídlení, tržiště a stavebních ploch; tehdy vytyčené úzké, ale dlouhé parcely jsou patrné ještě dnes: v části parcely přiléhající na náměstí si měšťané stavěli svůj dům, v střední části parcely bývala hospodářská stavení, stavení čeládky a dál často zahrady. Velikost náměstí svědčí o snaze vytvořit nově zakládanému městu podmínky proto, aby mohlo konkurovat královským městům.
K roku 1335 se váže obehnání města hradbami. Jejich zbytky jsou patrné podél řeky a v několika úsecích na jih od náměstí.
Přímo vjezd na náměstí střežila dvojice bran, dnešním pojmenováním Jihlavská brána na západě (zbořena 1868) a Jejkovská brána na východě (zbořena 1898). 
Na jihu, nikoli však už na náměstí, je doplňovala Vídeňská brána (zbořena 1844). V místě Jejkovské brány se zdařilo útočícím vojskům krále Matyáše Korvína překonat obranu města, což posléze vedlo k jeho úplnému zničení a opuštění.
Náměstí zdobila trojice kašen ozdobená sochami světců od třebíčského sochaře Štěpána Pagana. Voda do nich tekla dřevěným potrubím z rybníka Baby a později i dalších rybníčků. Do velkého požáru v roce 1822 taktéž měly domy na náměstí renesanční a barokní štíty. Jak kašny, tak ozdobné štíty nařídil v uvedeném roce odstranit jihlavský krajský úřad: u kašen z hygienických důvodů a u štítů proto, že v souvislosti s velkým požárem došlo ke zřícení jednoho štítu a usmrcení pěti osob a ke zranění několika dalších.
Tak jako jiné části nebo společně s nimi, bylo i vnitřní město se svým Karlovým náměstím několikrát stiženo ničivými požáry. Nejstrašnější požáry jsou doloženy v letech 1822 (shořelo 200 domů, včetně radnice, fary, městské školy, kostela a městské věže) a 1847 (v celém městě lehlo popelem 116 stavení).
V 30. letech 20. století byly do centra náměstí umístěna veřejné toalety, ty následně byly v 90. letech téhož století přestavěny a umístěny do podzemí. Říkalo se jim třebíčské metro.

### Exekuce na náměstí

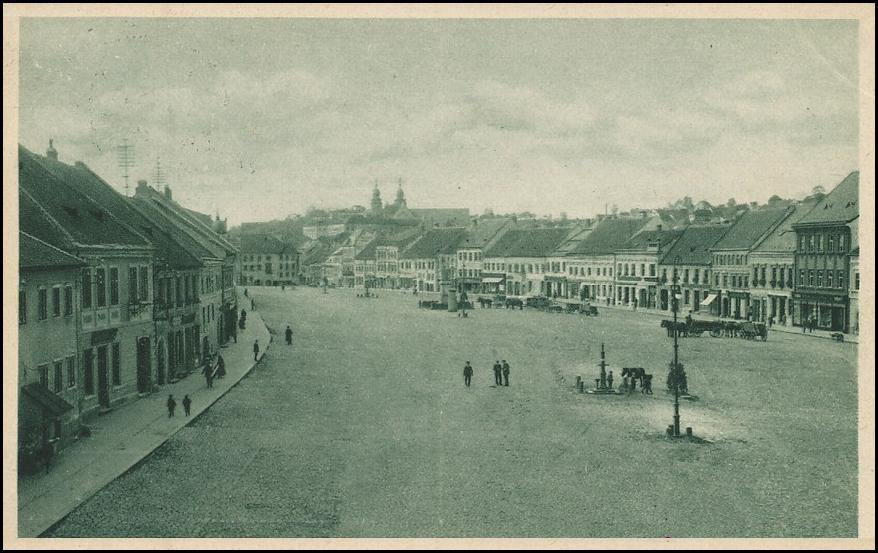
Náměstí v roce 1927

V roce 1934, kdy město dlužilo 30 milionů Kč, obdrželo návrh na exekuci majetku města Třebíče. Mezi vyjmenovanými majetky byly i pozemky pod Smrtelnou ulicí a Karlovým náměstím. Město požádalo ministerstvo financí o půjčku 250 tisíc Kč, aby mohlo zaplatit část dluhu, ministerstvo to provedlo, ale věřitel nadále trval na dražbě. Město tak 11. ledna 1935 požádalo soud o zrušení dražby, protože část pohledávky byla zaplacena, soud toto odmítl. Město pak podalo na věřitele (tj. Cyrilometodějskou záložnu) žalobu, kdy jej obvinilo z nesolidního jednání. Soud odročil konání exekuce do doby, kdy bude vyřešen spor. V červnu téhož roku se připojili další věřitelé. V listopadu téhož roku se město obrátilo na ministerstvo vnitra o pomoc, to pomoc poskytlo, ale pouze drobnou a to nestačilo k zaplacení dluhů. Exekuce tak pokračovala dále, ministerstvo žádalo o ukončení exekuce, ale věřitelé chtěli nadále získat náměstí. V roce 1936 už zadlužení města převýšilo jeho majetky, dne 16. října 1936 však bylo řízení o exekuci přerušeno, neboť pohledávky spadly pod sanační plán obcí Moravského zemského sněmu.
Název (původně pro zkrácenou obecnou mluvu) Karlovo náměstí byl zaveden v roce 1903, původní název byl uváděn jako Náměstí císaře Karla IV. Od června 1951 do prosince 1989 se užívalo názvu Gottwaldovo náměstí.

## Úpravy v 21. století.
Dne 2. května 2016 bylo zastupitelstvo města Třebíče seznámeno se studií budoucí podoby náměstí, studie prošla přes kontroly dopravní policie a památkářů. V budoucnosti by žádná ze současných funkcí náměstí neměla skončit, naopak by některé funkce měly přibýt. Realizace studie by měla stát přibližně desítky milionů korun. Přestavba by měla změnit polohu autobusových zastávek, měly by přibýt dvě kašny a skončit fungování toalet v podzemí náměstí, stejně tak ubude počet parkovacích míst. Směrem od Jejkovské brány by měl být průjezd vozidel povolený pouze jednosměrně, obousměrně pouze ze strany od Jihlavské brány. Autorem návrhu je Tomáš Rusín. Třebíčští architekti Milan Drbálek a Pavla Drbálková zaslali městu otevřený dopis, kde nesouhlasí s některými aspekty přestavby náměstí.
Dne 23. května 2016 proběhla diskuze s občany nad tématem nového náměstí, kdy nejčastějším tématem dotazů občanů města Třebíče byla doprava.
Zásadní výhrady k plánované rekonstrukci Karlova náměstí zveřejnil v červnu 2016 i Spolek za starou Třebíč. Vadí jim, že se zpět na náměstí nemají vrátit všechny tři historické kašny, ale pouze jedna z nich. Dále, že mají být odstraněny ostrůvky okrasné zeleně, včetně vzácného kamenného sloupu z 15. století, který je na jednom z nich na východní straně náměstí. Také to, že zastávky z jižní silnice se mají přemístit do dvou řad stání u severní strany náměstí, což tuto část náměstí degraduje na autobusové nádraží a navíc tu chybí potřebný stín pro cestující. Dále jim vadí i to, že z náměstí se má stát bezbariérová plocha, kde nebudou v podstatě vymezeny silnice od chodníků obrubníky, což bude nebezpečné hlavně chodcům.
Byla vyhlášena anketa mezi občany, kdy se jí zúčastnilo 1180 respondentů, kteří se vyjadřovali k budoucí podobě náměstí a k jeho vybavenosti. Největší zájem byl o návrat vodních prvků na náměstí (86 % respondentů), zachování zastávek MAD (85 %), více zeleně (62 %) a plochy pro pěší (61 %). Národní památkový ústav je z historických důvodů proti navýšení množství zeleně, jelikož dříve nebyla na náměstí žádná zeleň, pouze otevřený prostor.

### Rekonstrukce
V dubnu 2017 byla oznámeno, že možná rekonstrukce náměstí se odkládá na rok 2018 či na pozdější roky, ohlášené zpoždění způsobily inženýrské sítě, které jsou založeny podle starších norem. Bylo potřeba vyměnit páteřní kanalizační řad a další přípojky. Původní kanalizační přípojky a rozvody vody pocházely z třicátých let 20. století. Dle zastupitelky města Marie Černé měla rekonstrukce začít na podzim roku 2018, širší rekonstrukce pak měla začít v roce 2019.
Na přelomu roků 2017 a 2018 byly přesunuty veřejné záchody z podzemí v centru náměstí do budovy bývalé vojenské správy na severní straně náměstí vedle tzv. Staré pošty. Rekonstrukce náměstí měla trvat alespoň dvě stavební sezóny, zpočátku nebylo jasné, zda se bude postupovat od východu na západ či z jihu na sever, dělení rekonstrukce bylo potřeba z toho důvodu, že je potřeba zachovat dopravní obslužnost náměstí.
V roce 2017 bylo rozhodnuto, že město chce pokrýt náměstí bezdrátovým připojením k internetu, stejně tak chtělo postavit i nabíjecí stanici pro elektromobily a chytré parkoviště. Na jaře roku 2018 vzniklo na Komenského náměstí tzv. inteligentní parkoviště, pokud se osvědčí, tak tatáž technologie měla být použita při rekonstrukci parkoviště na Karlově náměstí. V únoru 2018 začala stavba nových veřejných toalet na Karlově náměstí. V únoru 2018 bylo uvedeno, že cena za stavbu nových toalet ve dvoře jednoho z domů na náměstí dosáhne 3,6 milionu Kč. Stavba měla být dokončena v květnu téhož roku. To se však nestihlo a nové toalety byly otevřeny dne 15. srpna 2018 a celková cena stavby byla 3,8 milionu korun. Na toaletách lze využít platbu kartou.
Po rekonstrukci byl upraven systém parkování, parkoviště by mělo být zahrazeno závorou a budou automaticky zjišťovány poznávací značky vozidel. Parkoviště tak bude změněno z dlouhodobého na obrátkové. Při rekonstrukci byly v ploše náměstí instalovány inženýrské sítě, to umožňuje využití plochy náměstí např. na restaurační zahrádky nebo různé akce.

#### Nové kašny
Roku 2018 bylo oznámeno, že o podobě nové kašny rozhodne architektonická soutěž, kterou město Třebíč připravilo ve spolupráci s Českou komorou architektů. V roce 2018 se také rozhodovalo, zda bude mít náměstí povrch hladký (tj. asfaltový) nebo z kostek, rozdílem byla hlučnost. Celkový počet účastníků soutěže na návrh kašny byl 27, návrhy byly prezentovány a vítěz byl uveřejněn na začátku srpna 2018. V soutěži s návrhem kašny zvítězil ateliér H3T architekti, návrh byl minimalistický a měl podobu kovové obruče na třech nohách. Bylo oznámeno, že cena by měla dosáhnout cca 3,5 milionu korun. V roce 2019 byla zadána zakázka na výrobu nové kašny. V květnu roku 2022 byla stavba vodního prvku téměř dokončena.
Druhá nová kašna byla postavena na východní straně náměstí, ta je v podobě klasické kašny, kterou obepíná půlkruhová lavička. Na lavičce je umístěna socha ještěrky.

#### Nový přístup
V roce 2019 měla být znovu zpřístupněna ulička (tzv. myší díra), která spojí prostranství nedaleko kostela sv. Martina s Karlovým náměstí přes budovu Národního domu. V uličce měla být otevřena vinárna a umístěn klavír. V noci měla být ulička standardně uzavřena. V roce 2019 byly pokáceny suché stromy na náměstí, při rekonstrukci mělo dojít k celkové revitalizaci zeleně a tak nebyly nahrazeny novými tehdy, ale až při rekonstrukci samotné plochy náměstí.

#### Plánování rekonstrukce
V plánu nové podoby náměstí došlo na přelomu let 2018 a 2019 ke změnám, místo dlažby v dolní části náměstí by měl být asfalt. Dle plánů by náměstí po rekonstrukci nemělo být průjezdné. Zeleň měla být pouze po obvodu náměstí. Rekonstrukce dle plánů měla začít na podzim roku 2020 a dokončena by měla být do konce roku 2022. V roce 2019 došlo k dohodě mezi památkáři, majiteli sítí a dalšími subjekty a město tak mohlo požádat o stavební povolení. Cena rekonstrukce měla dosáhnout 80–130 milionů Kč. V lednu roku 2020 bylo oznámeno, že rekonstrukce náměstí by měla být zahájena na podzim téhož roku. Kromě jiného byly přesunuty vánoční trhy na jiné místo a také byl odkoupen poslední kus pozemku na náměstí, který nepatřil městu Třebíč. Na počátku února roku 2020 nebylo známo, kde by trhy mohly být pro rok 2020. V listopadu roku 2020 bylo oznámeno, že vánoční trhy by měly být přesunuty na Martinské náměstí.

#### Rekonstrukce mezi lety 2020 a 2022
V létě roku 2020 začaly přípravné práce v přilehlých ulicích Přerovského a Soukopova. V srpnu a září téhož roku byl uzavřen průjezd ulicí Jejkovská brána. V roce 2021 dle plánu měly proběhnout práce na tzv. horní straně náměstí (jižní část). Následně se opravy měly přesunout na dolní (severní) část. Celková cena rekonstrukce oznámená v roce 2020 měla dosáhnout na 200 milionů Kč. V létě téhož roku byl zrušen provoz autobusové dopravy a pokračovaly opravy. O zakázku na rekonstrukci mělo zájem celkem osm společností, o vítězi mělo být rozhodnuto v aukci. Celková cena měla dosáhnout asi 133 milionů Kč, původní odhady hovořily o 200 milionech Kč.
V září roku 2020 byl odstraněn stánek s občerstvením "U Cyrila" na Karlově náměstí, nebylo jisté, zda se vrátí zpět po dokončení rekonstrukce náměstí.  V září roku 2020 byla také uzavřena horní strana náměstí, proběhly výkopové práce a byly vyměněny kanalizační a vodovodní trubky. Jejkovská brána měla být otevřena v polovině září roku 2020, následně byly zřízeny provizorní zastávky autobusové dopravy u Grand Hotelu a staré pošty, které svážely cestující na Nezvalovu ulici.
V lednu roku 2021 byla uzavřena část parkoviště na horní straně náměstí, začalo také kácení stromů, které na náměstí rostly. Dle vedení města měly být nahrazeny novými stromy. V únoru roku 2021 se rekonstrukce posunula k bývalým veřejným záchodům v podzemí, které byly zdemolovány a po dokončení rekonstrukce již nebyly obnoveny. Parkoviště bylo omezeno a tak město pronajalo parkovací plochu v bývalé prodejně Delvita nedaleko náměstí. Město nechalo na parkoviště instalovat parkovací automat ve stejném režimu jako na Karlově náměstí. V březnu roku 2021 bylo oznámeno, že zatím nedošlo ke zpoždění v rámci rekonstrukce. V dubnu roku 2021 bylo oznámeno, že nájemci městských prostor na horní straně náměstí by měly mít kvůli omezení přístupu do provozoven kompenzován nájem. Stejně tak byly vystavěny v prostorech bývalých toalet na náměstí nové podzemní zachytávací nádrže, které by měly uchovávat dešťovou vodu, která bude následně používána pro zalévání městské zeleně. V květnu roku 2021 byly uloženy betonové patky pro sloupy veřejného osvětlení, vedení elektřiny a také byly připravoveny plochy pro položení chodníků.
V době letních prázdnin roku 2021 byly rekonstruovány chodníky a přechody pro chodce v křižovatce ulic Jihlavská brána, Soukenická, Smila Osovského a Bedřicha Václavka. V listopadu roku 2021 byly dokončeny širší chodníky na jižní straně Karlova náměstí, byly také zasazeny okrasné hrušně u již dokončených chodníků. Další stromy by měly být zasazeny na jaře roku 2022. V listopadu roku 2022 byla pro zásobovací vozy otevřena první část opravených silnic, později byla silnice opět uzavřena, neboť řidiči nákladních vozů nerespektovali značení a poškodili nové litinové mříže kanalizace. V červenci roku 2022 bylo oznámeno, že opravy náměstí byly v mírném předstihu.
Rekonstrukce byla dokončena v srpnu roku 2022, v srpnu byly instalovány prvky mobiliáře a také dokončeny chodníky, město vysázelo o několik stromů více, než bylo ve schváleném projektu a tím se dostalo do sporu s národním památkovým úřadem. Bylo upraveno parkoviště i jeho režim, první půlhodina parkování je zdarma, další parkování je pak zpoplatněno. Nově také budou sjednoceny předzahrádky podniků na Karlově náměstí. Slavnostní otevření náměstí proběhlo o víkendu 17.–19. září 2022.
Celkové náklady stavby dosáhly 136 milionů Kč, bylo odpracováno celkem více než 700 dní práce, nově bylo položeno 1,5 kilometru vodovodního potrubí, 1,6 kilometru kanalizačního potrubí, 7,5 kilometru chrániček pro elektrické kabely, 10 kilometrů chrániček pro optické kabely. Bylo celkem použito 15 330 m2 geotextilií, 15 456 tun štěrku, 1 243 tun asfaltu, 455 tun obrubníků a více než 3 miliony dlažebních kostek.
Na podzim roku 2021 byl rekonstruován průchod mezi Karlovým náměstím a Komenského náměstím, v jeho prostorech vzniklo minimuzeum modelů a také prostory pro informace pro občany ze strany radnice. V roce 2021 také bylo oznámeno, že město se rozhodlo i proti vůli NPÚ vysadit více stromů na náměstí, než bylo schváleno.

#### Archeologický průzkum
V rámci rekonstrukce byl také zahájen archeologický průzkum, který potrvá dva roky, vedou jej pracovníci Muzea Vysočiny v Jihlavě. Archeologové objevili zbytky gotické brány a příkopu, který byl dříve zakreslen v mapách. Byla nalezena i malá keramická figurka o velikosti cca 7 cm. Průzkum potrvá do roku 2022, postupně bude odkryt povrch na celém povrchu náměstí. Archeologové nalezli pozůstatky z 13. - 15. století, doufají však, že naleznou i další nebo starší artefakty. Kolem sochy Cyrila a Metoděje byly nalezeny předměty z doby kolem 13. století. Byly také nalezeny mince z doby vlády Václava II. nebo hrací kostka z 13. nebo 14. století. Pod náměstím byla nalezena také středověká pec přibližně z 12. století nebo přibližně 200 let staré dřevěné potrubí. V listopadu byly nalezeny i chlebové pece z 12. století. V lednu a únoru roku 2021 byly nalezeny gotické kachle, gotická brána, příkop, mostek, spona opasku, dýmky a další drobné předměty. Na západní části náměstí byly nalezeny prvky, které přísluší někdejší trhové osadě z přelomu 12. a 13. století. V květnu roku 2021 byl v západní části náměstí odhalen pravděpodobně historický pranýř a různé předměty denní potřeby. Také byly nalezeny různé herní prvky a základy trhové osady. Na jižní straně náměstí byly nalezeny pozůstatky dřevěného domu z 12. století.
Některé z nalezených archeologických předmětů byly od září 2022 do února 2023 vystaveny v konírně zámku v Třebíči.

## Charakteristika

Karlovo náměstí v rámci Třebíče-Vnitřního Města

Karlovo náměstí je protáhlé ve směru západ-východ, dosahuje délky asi 360 m, šířka kolísá kolem 50 m.
Náměstí se člení na část shromažďovací a část parkovací. Část shromažďovací slouží jako místo trhů, jarmarků, ale i všelijakých lidových slavností, reklamních akcí, politických shromáždění ap. Část shromažďovací vymezuje na západě zástavba budov samosprávy, na východě to je sousoší sv. Cyrila a Metoděje (lidově jen u Cyrila, k Cyrilovi).
Východní polovina náměstí slouží naopak dopravě: k parkování vozidel návštěvníků centra a ku potřebě městské hromadné dopravy: v místě, kde jsou umístěny zastávky, je osobní doprava vyloučena. Západní stranu této části náměstí započínal do roku 2020 podzemní objekt veřejných záchodků, na východě to do roku 2020 byl malý parčík při zbytku středověké zástavby připomínající pranýř.
Mimo uvedené dělení na část shromažďovací a část parkovací se často používá členění na horní stranu náměstí, rozuměj jižní, a dolní stranu náměstí, rozuměj severní. Toto členění vychází z toho, že severní část se mírně svažuje k řece Jihlavě, a je tedy níže položena než strana jižní. Podle povodňového plánu města by stoletá voda dolní stranu náměstí zaplavila; naposledy se tak stalo 21. května 1985 při stoleté povodni. Dne 22. května roku 1985 dosáhl stav řeky Jihlavy 448 cm.

### Městské brány vedoucí přímo na Karlovo náměstí

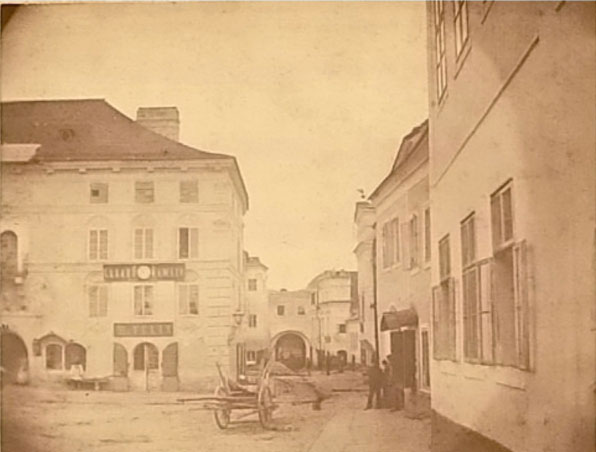
Jihlavská brána v roce 1861
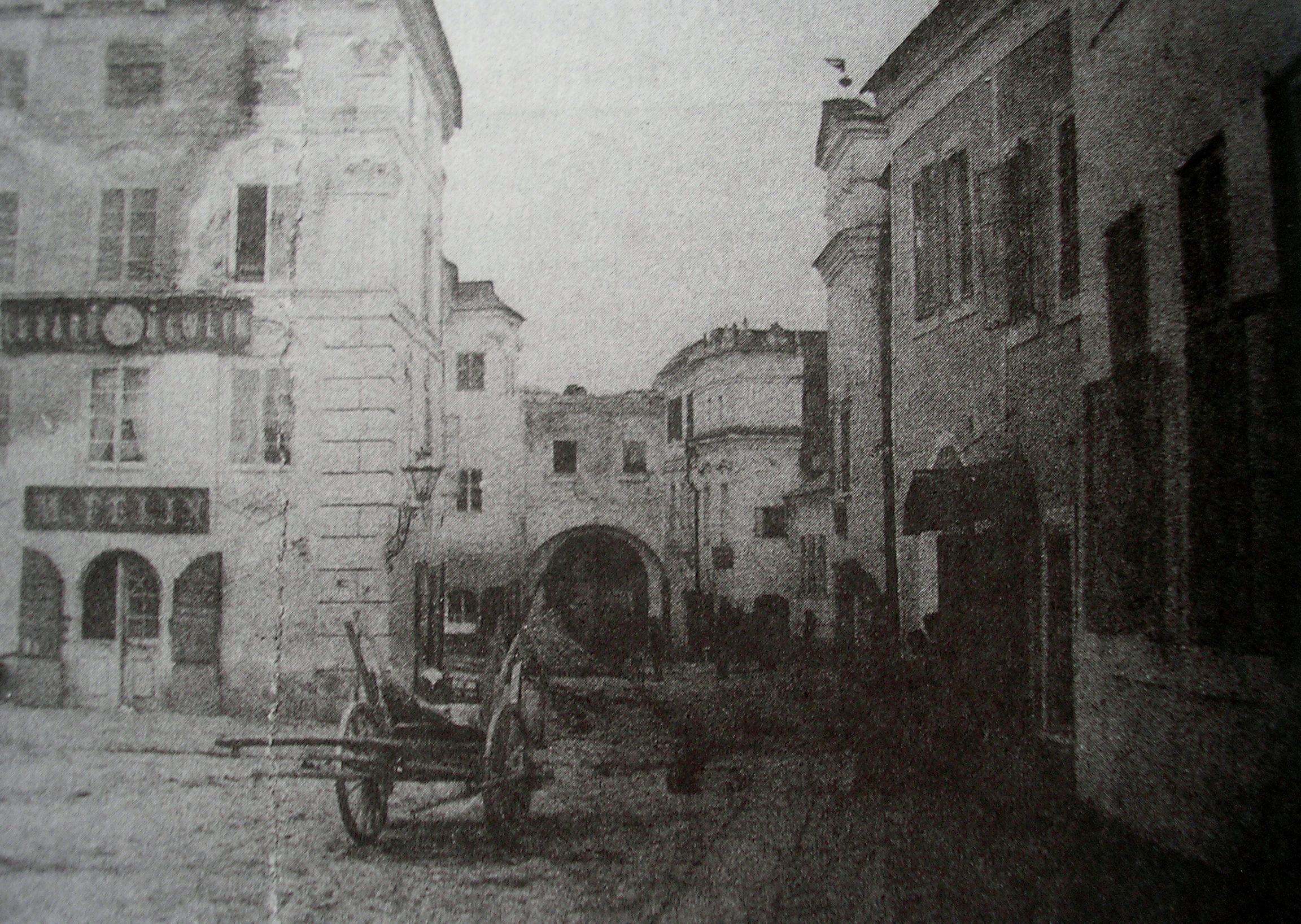
Jihlavská brána na historické fotografii
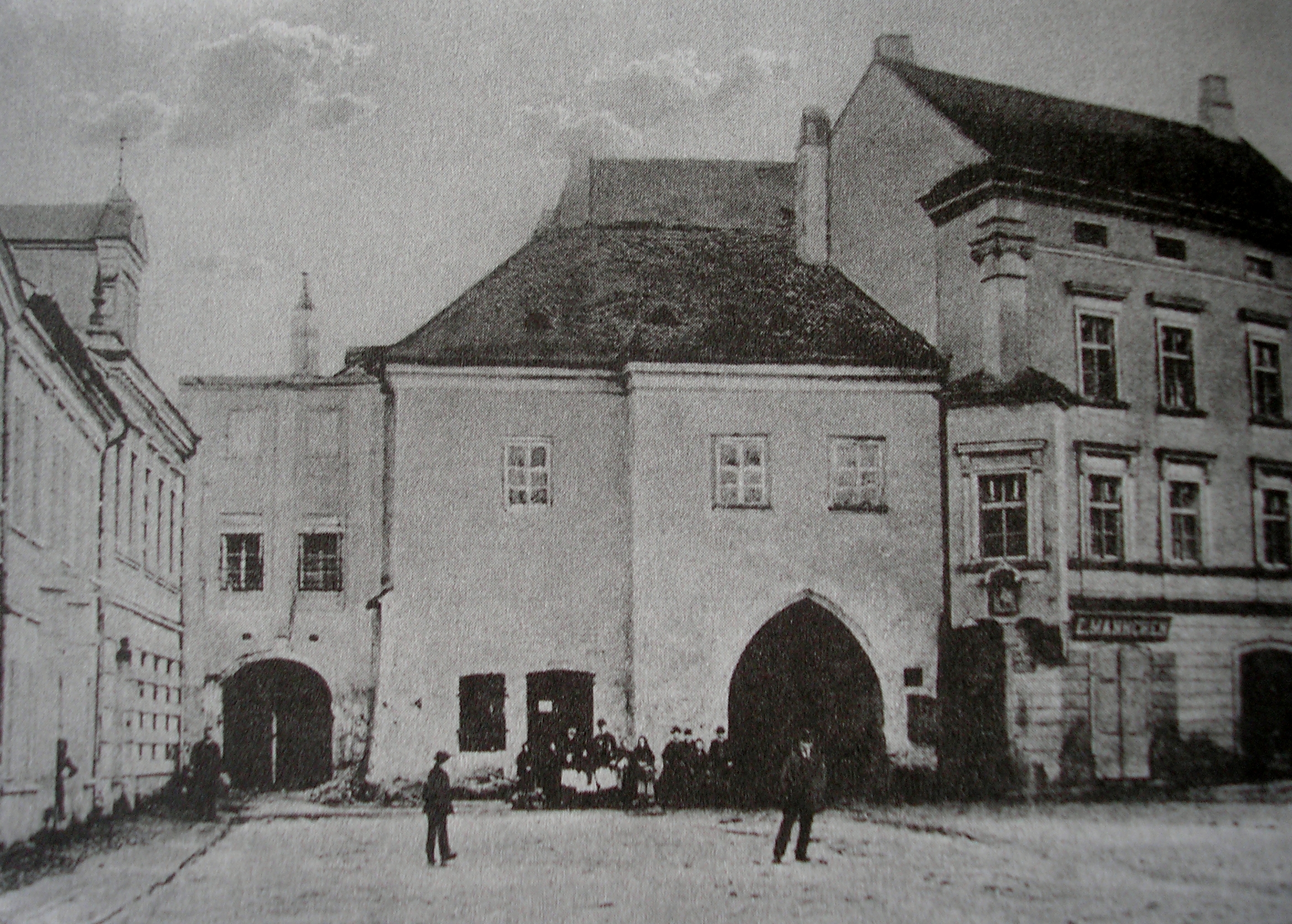
Jejkovská brána na historické fotografii

## Budovy a pamětihodnosti
- Malovaný dům;
- Černý dům přestavěný Janem Ráblem r. 1619, jak dokládá nápis na pískovcovém portálu;
- sousoší svatých Cyrila a Metoděje;
- Fuchsova spořitelna – budova bývalé městské spořitelny je funkcionalistická stavba z dílny architekta Bohuslava Fuchse; byla postavena na místě starého domu majícího vročení „postaveno 1123, obnoveno 1823“; jeho pavlačka sloužila jako tribuna řečníkům, kteří 29. října 1918 ohlašovali vznik samostatné Československé republiky.
- budova besedního domu, dnes Národního domu.

### Další budovy
- třebíčské masné krámy, zbourané v letech 1868–1869, ustoupily výstavbě nové ulice, dnešní ulice Přerovského;[83]
- dům č. 57 postavený třebíčským kameníkem a měšťanem Mikulášem Krkem před rokem 1604, hned vedle něj je
- Národní dům, otevřený jako Besední dům roku 1871;
- Františkovský dům neboli Malovaný dům se sgrafitovou výzdobou a arkádou ve dvoře;
- dvě budovy radnice na západní straně náměstí;
- Grand Hotel Třebíč; původně na jeho místě stál dům upravený roku 1877 třebíčskými Němci na Hotel Habsburg, po převratu roku 1918 přejmenovaný na Grand Hotel a od roku 1921 Hotel Slavia.[84] Ten byl v březnu 1974 zbourán a na jeho místě vyrostlo společenské a ubytovací středisko navržené architektem Césarem Grimmichem; v prostorách velkoprodejny našel své místo jeden z prvních supermarketů v Třebíči: Mana (skončil v roce 1999); také se zde konaly první diskotéky v klubu Charlies;
- Dům obuvi vybudovaný v letech 1978–1980; jeho balkón byl tribunou pro mluvčí sametové revoluce, pokud nebylo shromáždění řízeno od sousoší sv. Cyrila a Metoděje;
- dům č. 19 mající listová sgrafita (1563);
- Hotel Zlatý kříž (nazýván též Šedý) zasazený nepříliš citlivě do okolní historické zástavby v letech 1938–1939; v suterénu bývala vinárna zvaná ponorka; v roce 1983 bylo rozhodnuto o jeho rekonstrukci (přestal vyhovovat hygienickým předpisům a neodpovídal ani novým požadavkům provozním), ta se však táhla a po několikaleté přestávce byla hotova v květnu 2004; V roce 2022, kdy byla uvolněna jednotka, kde se dříve prodávalo oblečení byl účel jednotky změněn v galerii, původně sloužila jako kavárna a k tomuto účelu by měla být určena i po dokončení rekonstrukce náměstí.[85]
- Čapkův dům, uzavírající náměstí na východní straně, býval sousedem jejkovské brány, jejíž podobu na své severní zdi zachycuje; v zadním traktu nepřístupném veřejnosti je jedna ze zbylých bašt městského opevnění.

### Galerie

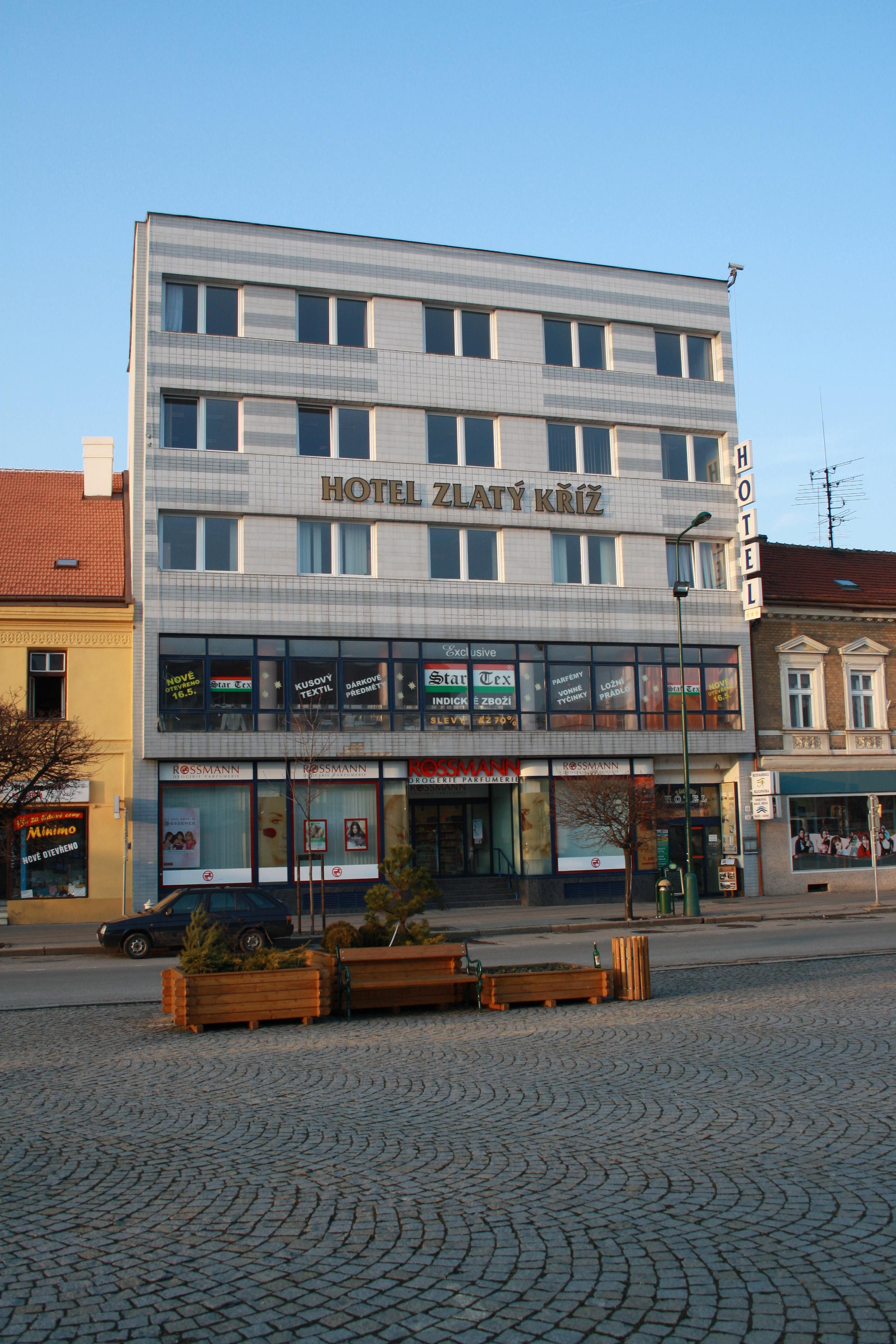
Hotel Zlatý kříž
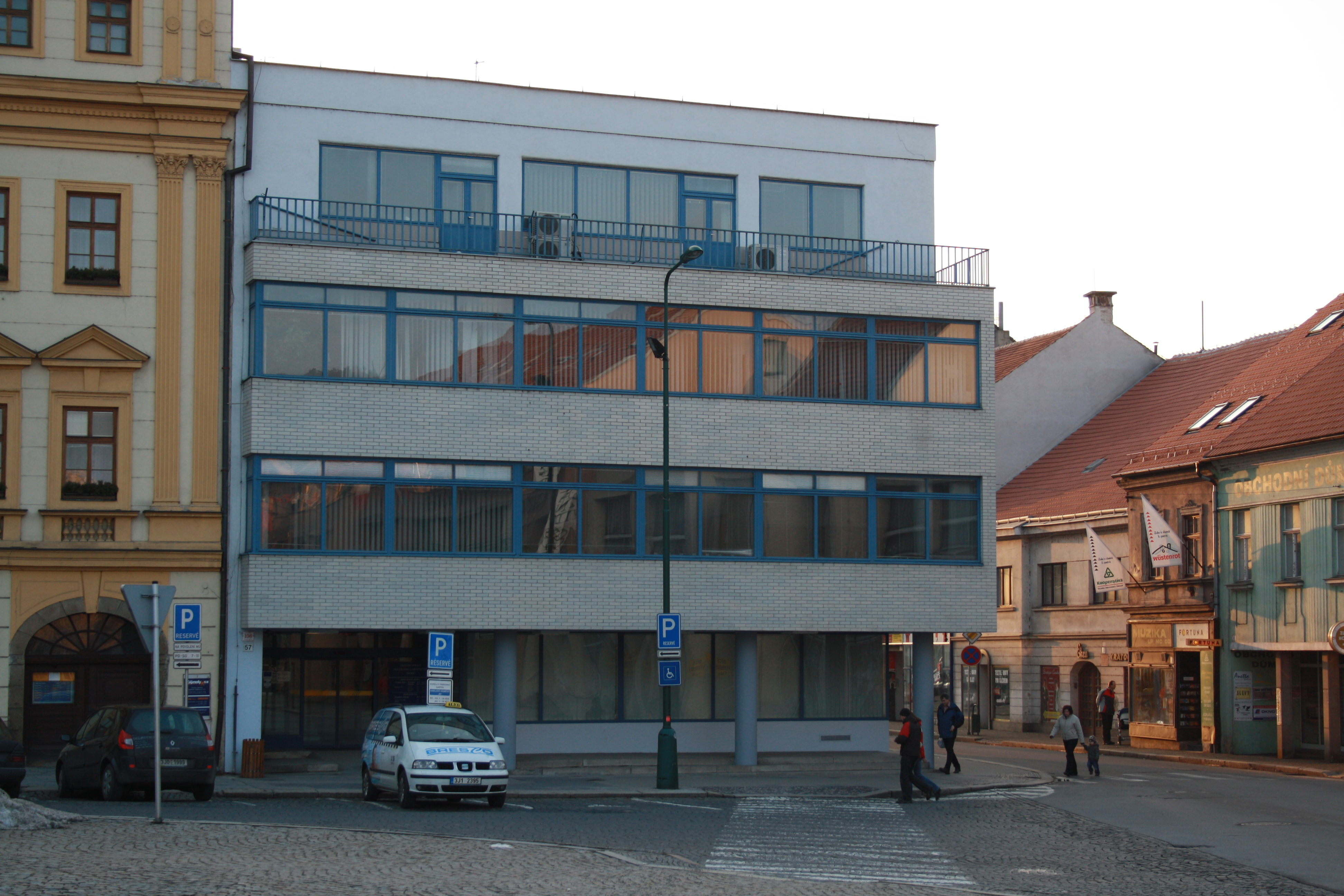
Městská spořitelna od architekta Bohuslava Fuchse
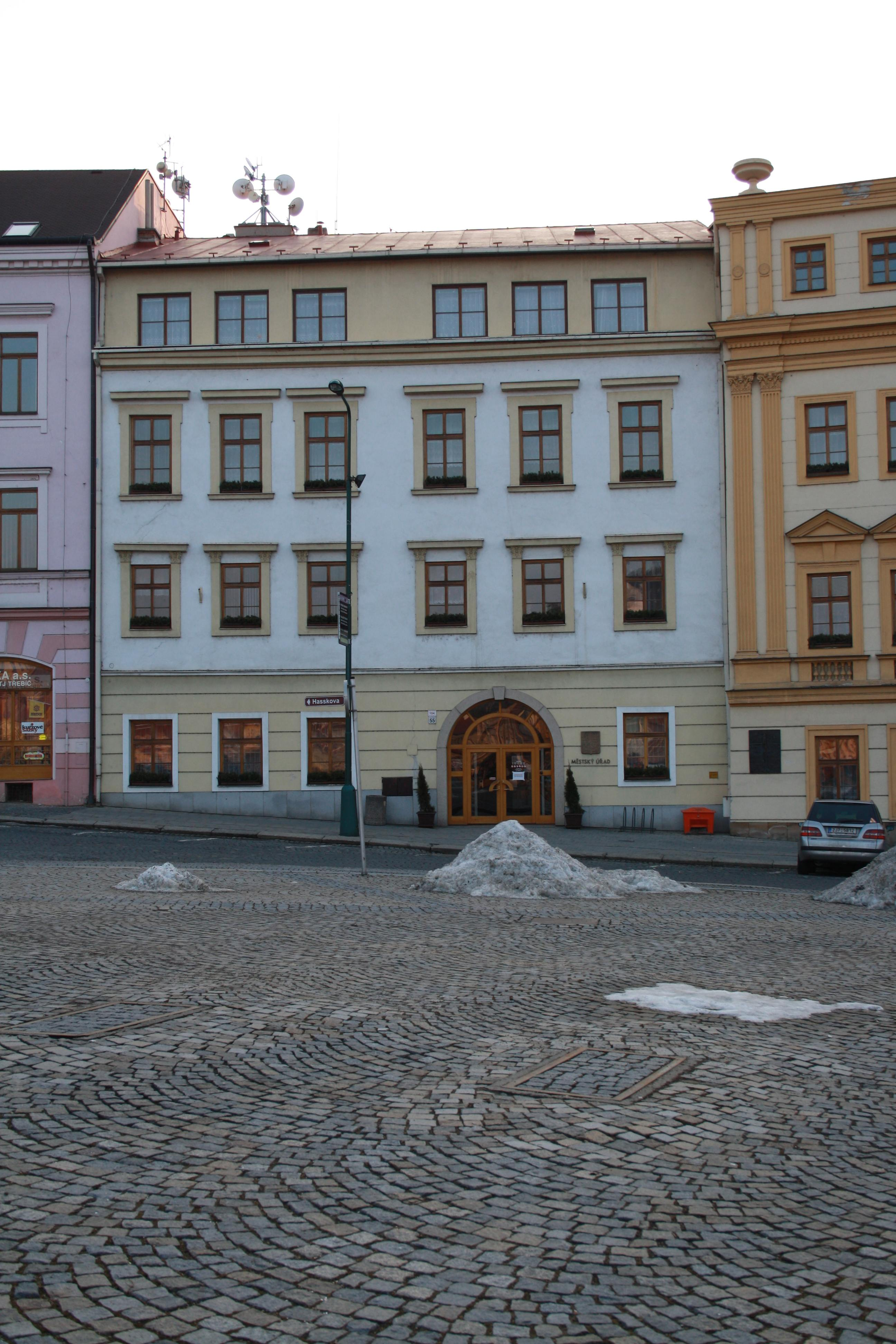
Současná radnice města Třebíče
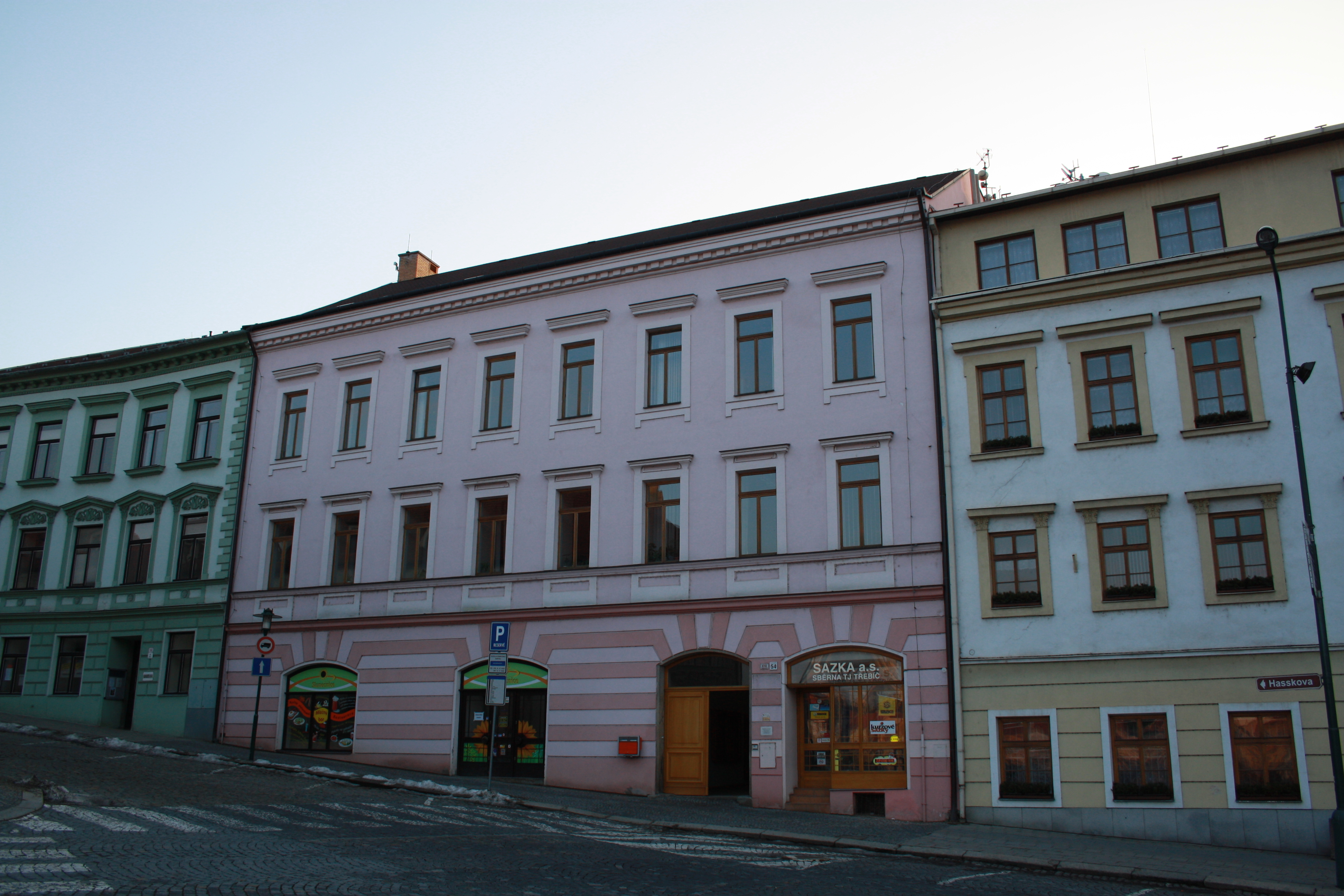
Bývalá radnice a okresní soud v domě z 13. století
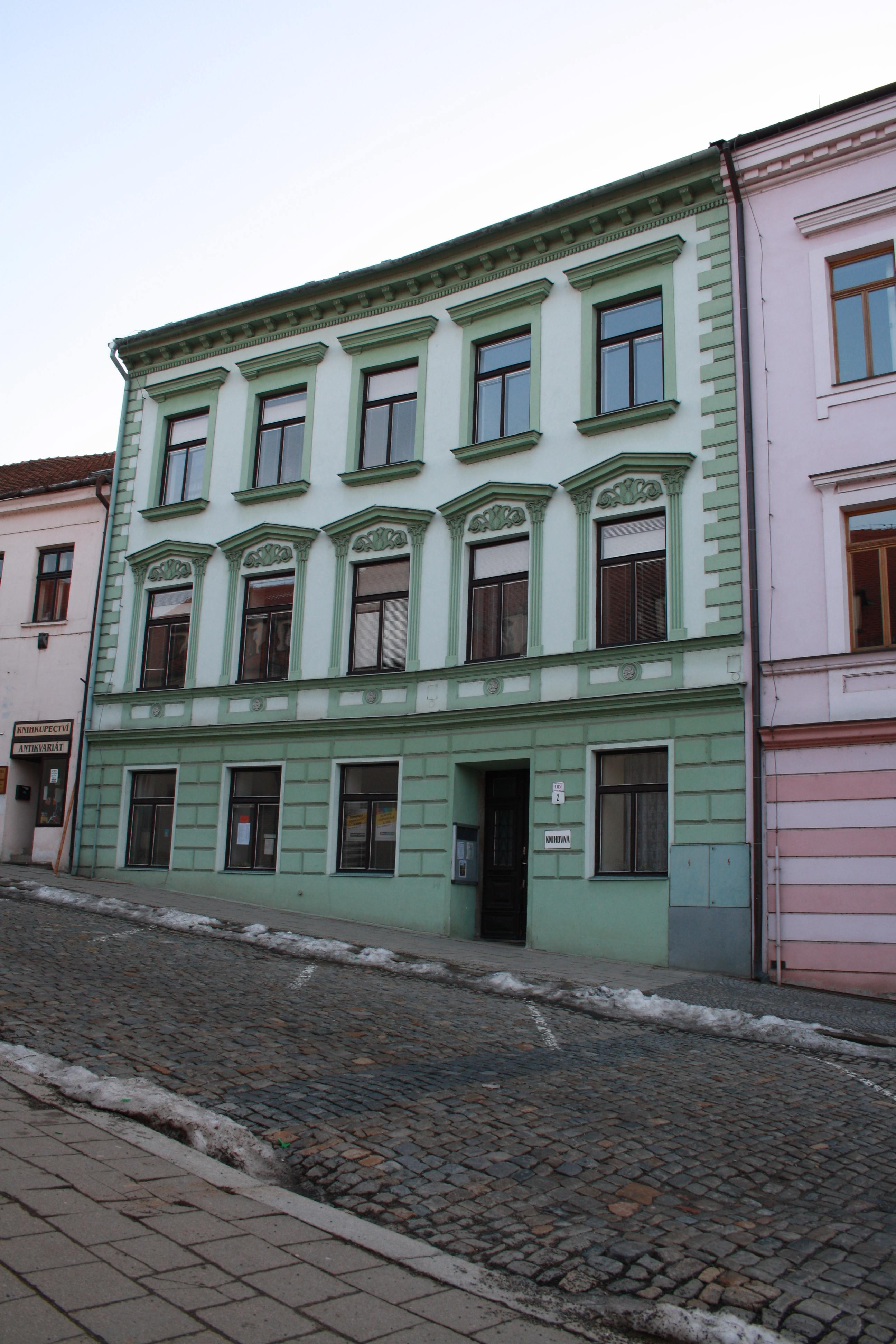
Budova městské knihovny
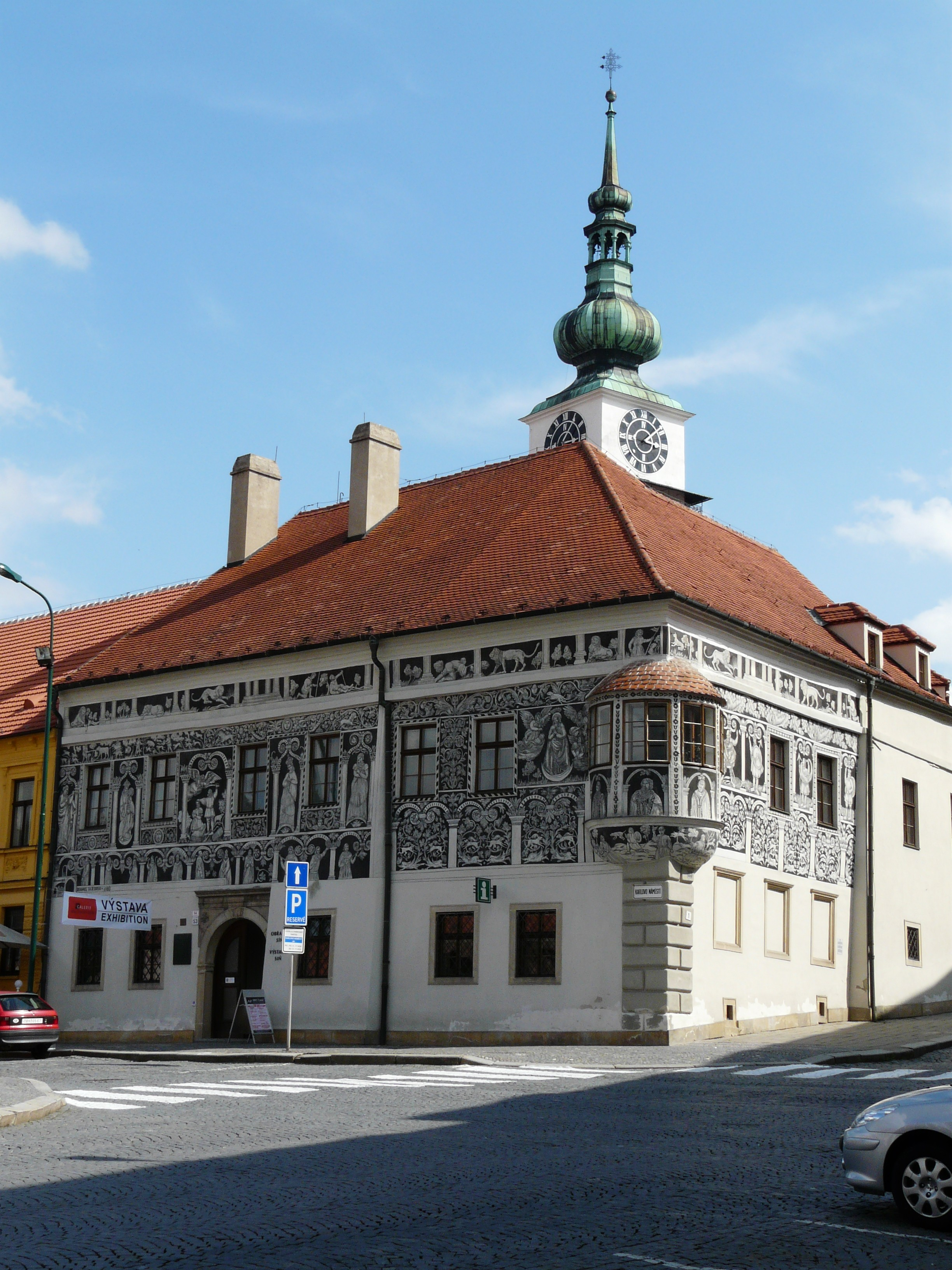
Malovaný dům se sgrafity
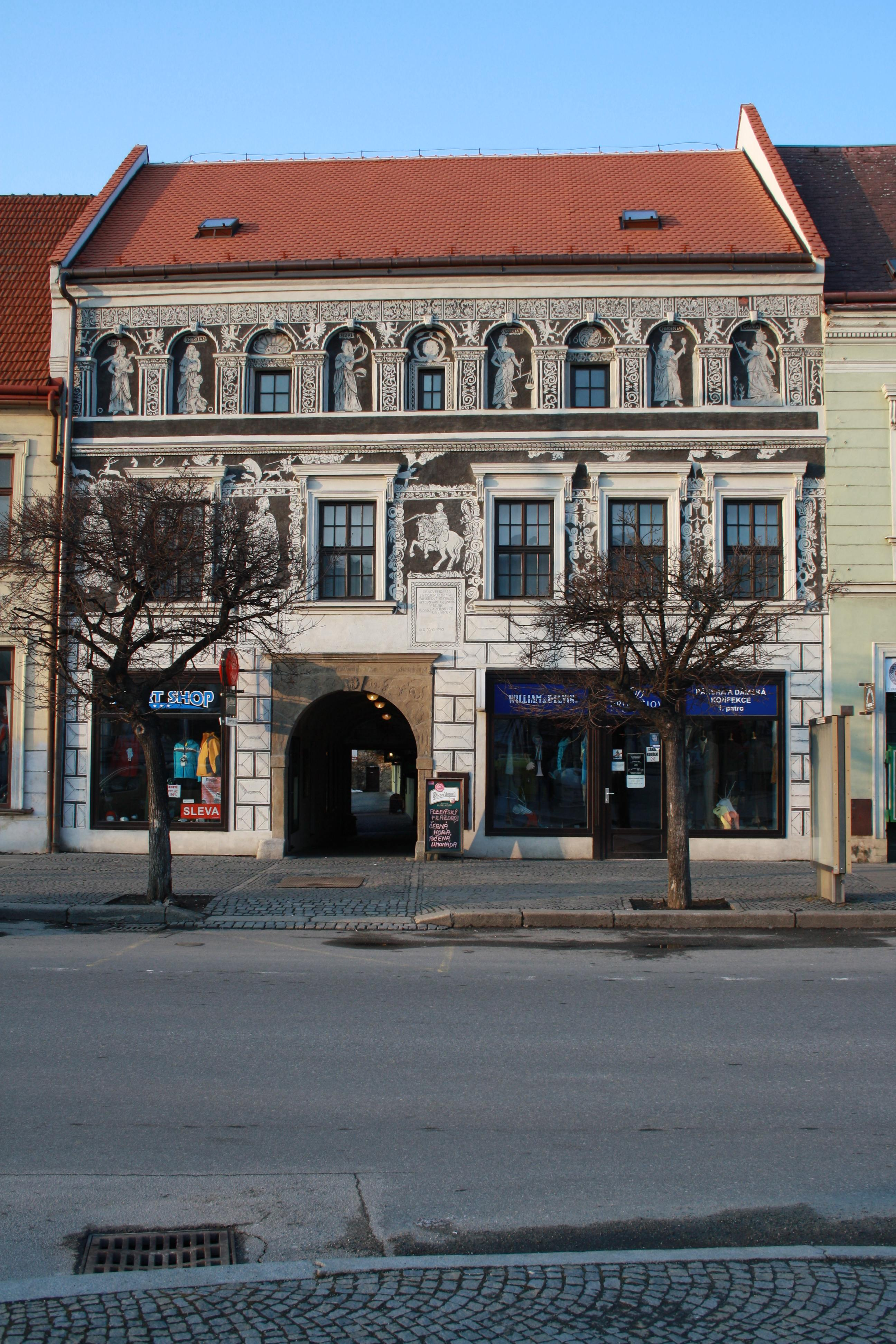
Černý dům se sgrafity
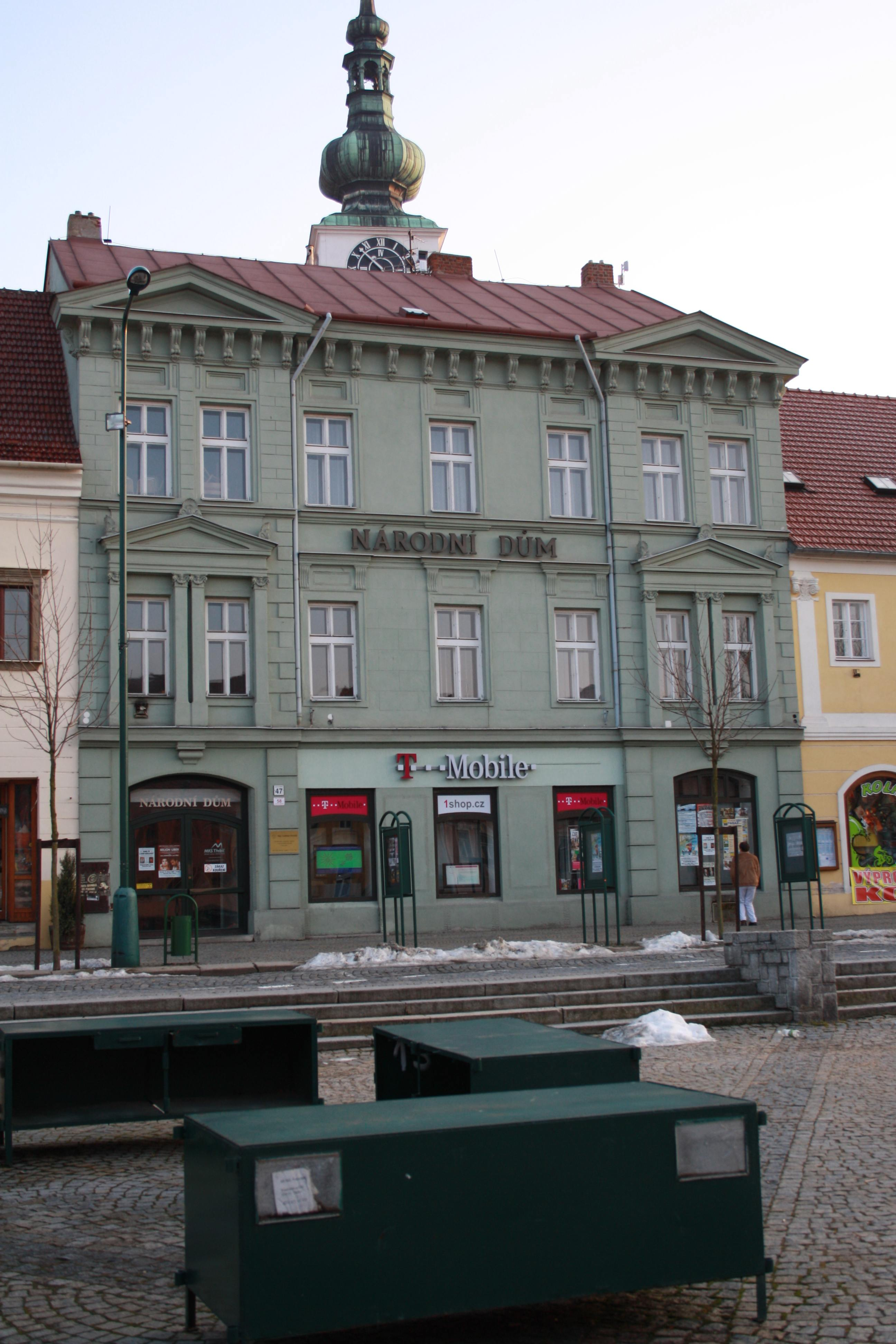
Národní dům s divadelním sálem
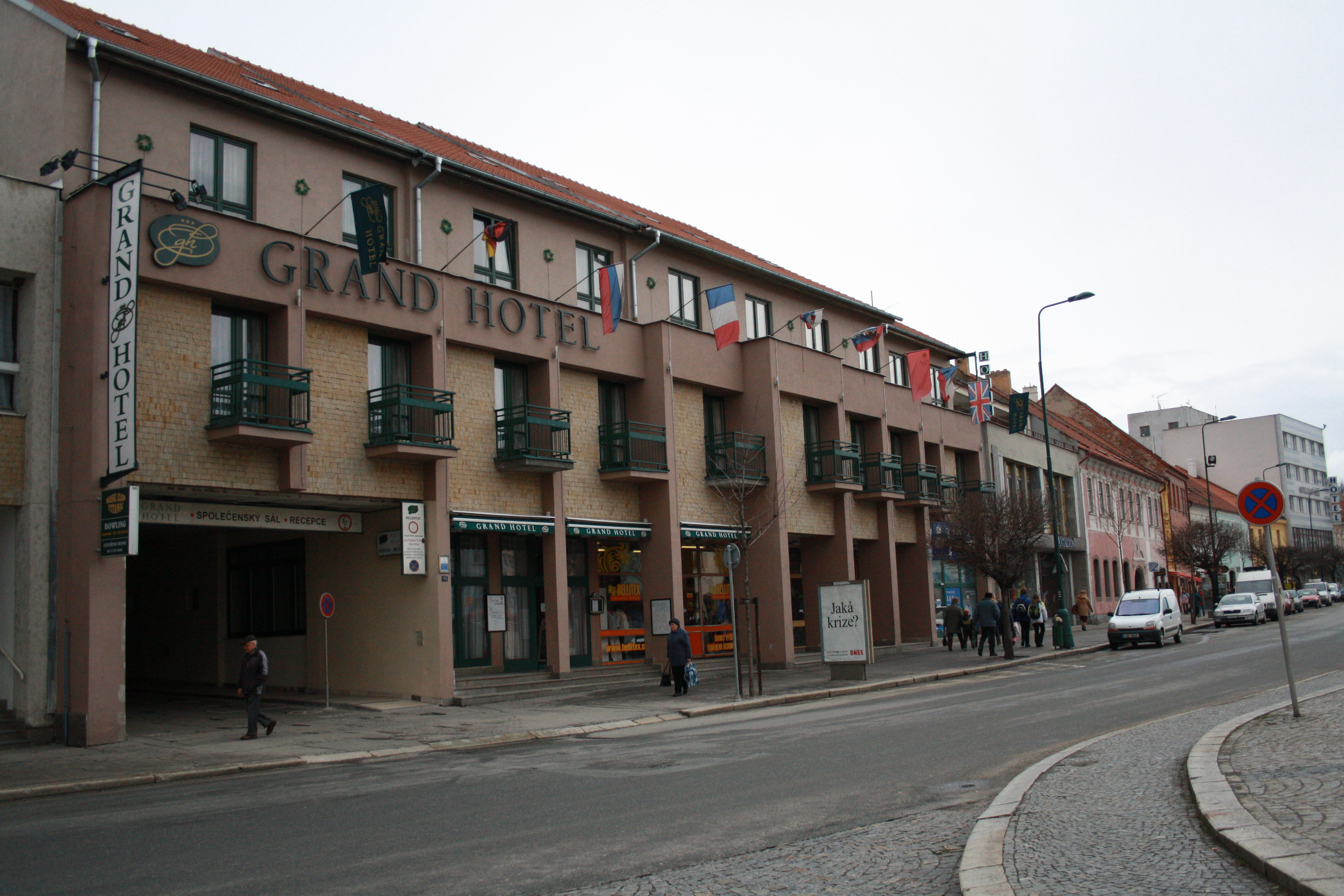
Grand Hotel Třebíč
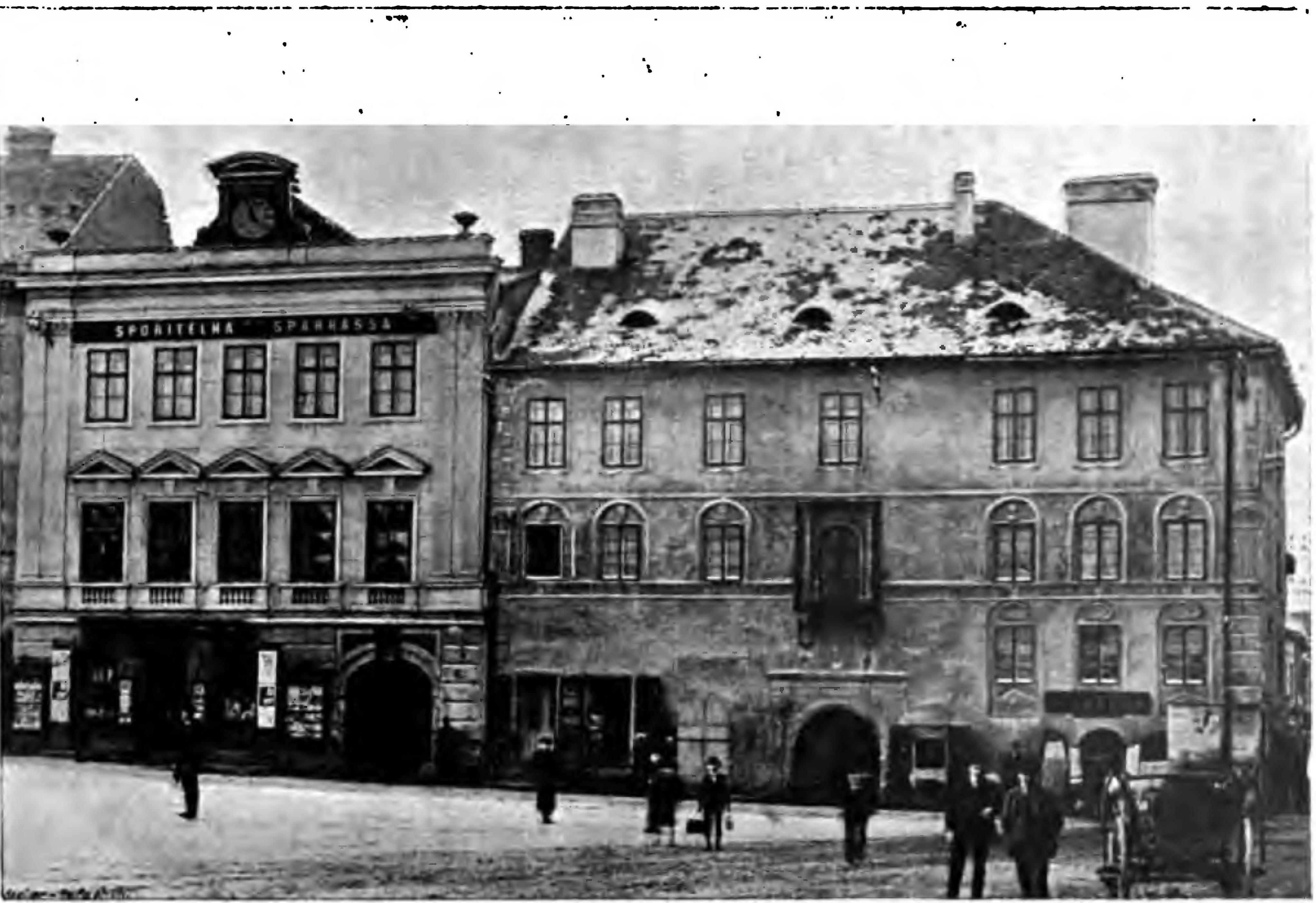
Nejstarší dům v Třebíči s radnicí. Stával na místě Fuchsovy spořitelny
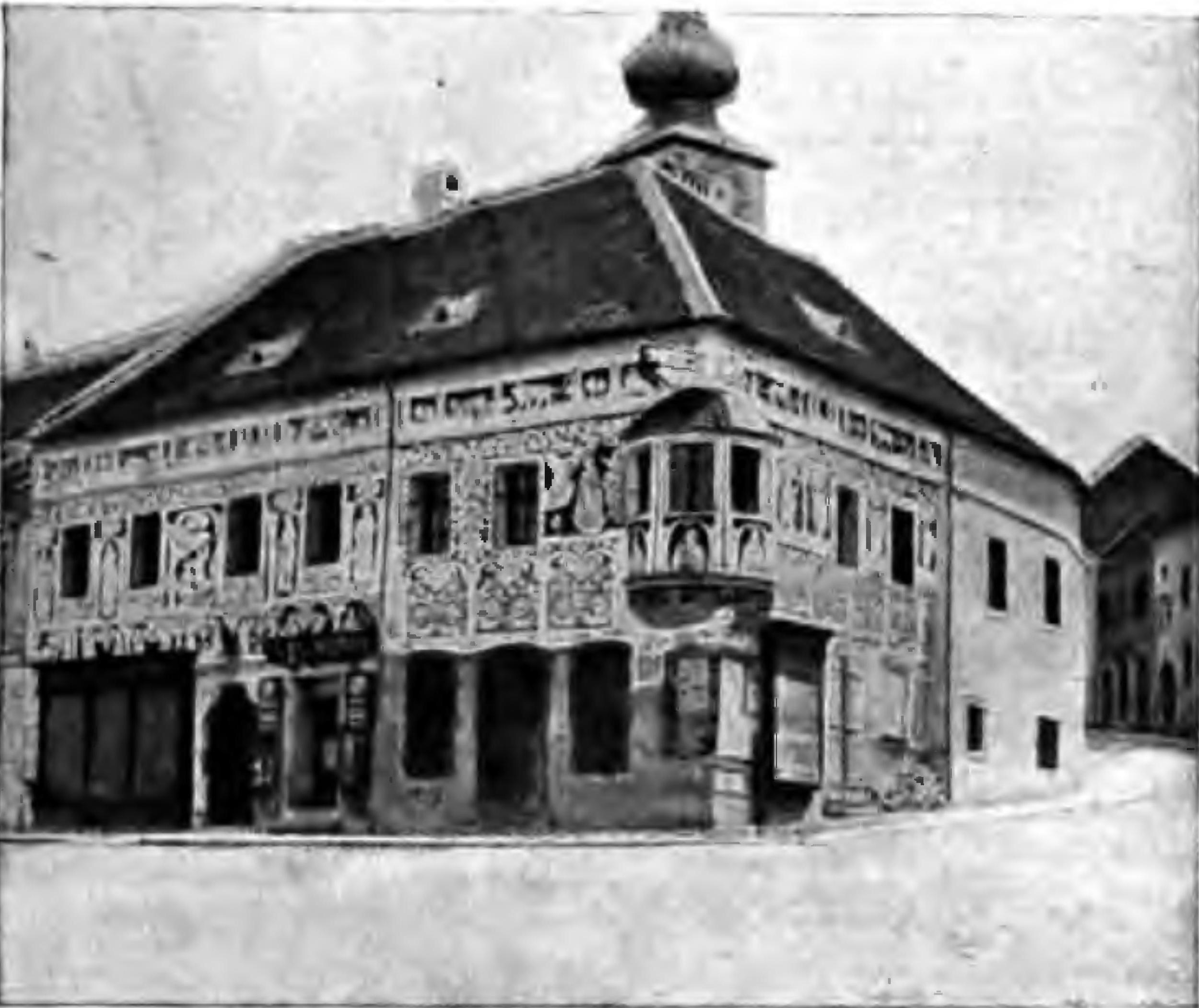
Obr. 51. Malovaný dům s obnovenými sgrafity z roku 1906

## Kašny
Pravděpodobně již na počátku 16. století se třebíčští obyvatelé potýkali s problémem letního vysychání studen zřízených při domech ve Vnitřním Městě a přílišného znečištění řeky Jihlavy, kterou nebylo možno používat jako zdroj pitné vody, což bylo způsobeno především využíváním řeky k praní vlny soukeníky a máčení kůží koželuhy a jircháři. Nedostatek vody umocňovala potřeba jejího velkého množství pro vaření piva v městském pivovaru. Z těchto důvodů právě někdy v této době došlo ke zřízení tří kašen umístěných na Karlově náměstí. Jejich napájení bylo zajištěno vybudováním nového rybníka Baba, později zvaného též Babák, který se nachází nad dnešními ulicemi Cyrilovou a Zdislavinou. Doprava vody na náměstí byla zajištěna potrubím z vyvrtaných borových klád.
S dalším rozvojem města však již množství vody dodávané z rybníka Babák nepostačovalo. Proto město roku 1610 zakoupilo se souhlasem třebíčské vrchnosti Smila Osovského z Doubravice soustavu tří malých selských rybníčků, zvaných Vodovodní, Barák a U Suchých, od týnského občana Ondřeje Kuldánka za 37 zlatých a 15 grošů bílých. Nad rybníky se v té době nacházel ještě čtvrtý a panský rybník zvaný Chudoba.
V čase před tímto rozšířením zásobovací vodovodní soustavy byly kašny na náměstí dřevěné. V první polovině 18. století ale byly původní nahrazeny novými kamennými.
Za účelem zvýraznění estetického významu kašen byly všechny tři ozdobeny barokními sochami světců od umělce Štěpána Pagana, který měl dílnu v Třebíči. Kašnu u radnice zdobila socha svatého Šebestiána s městským znakem a letopočtem 1730 na svém podstavci. Celá skulptura je dnes k nalezení u severní stěny kostela svatého Martina na Martinském náměstí. Prostřední kašna byla přikrášlena sochou svatého Václava. Bylo jí proto přezdíváno svatováclavská. Roku 1854 ji nechal na vlastní náklady opravit starosta města Třebíče Martin Hassek. Socha svatého Václava pocházející z ní se dnes nalézá před vrátnicí třebíčské nemocnice. Poslední kašna na východní straně náměstí měla sochu svatého Floriána – patrona hasičů.
Využití nacházely kašny při zásobování domácností v celém Vnitřním Městě vodou – ženy a služebné do nich chodili pro měkkou vodu, kterou nabírali do puten či pantovnic (nádob umístěných na zádech). Další užití nalézaly kašny při trzích na náměstí, kdy se k nim chodili lidé osvěžovat. Běžně z kašen také brali vodu kočí pro své koně táhnoucí povozy.

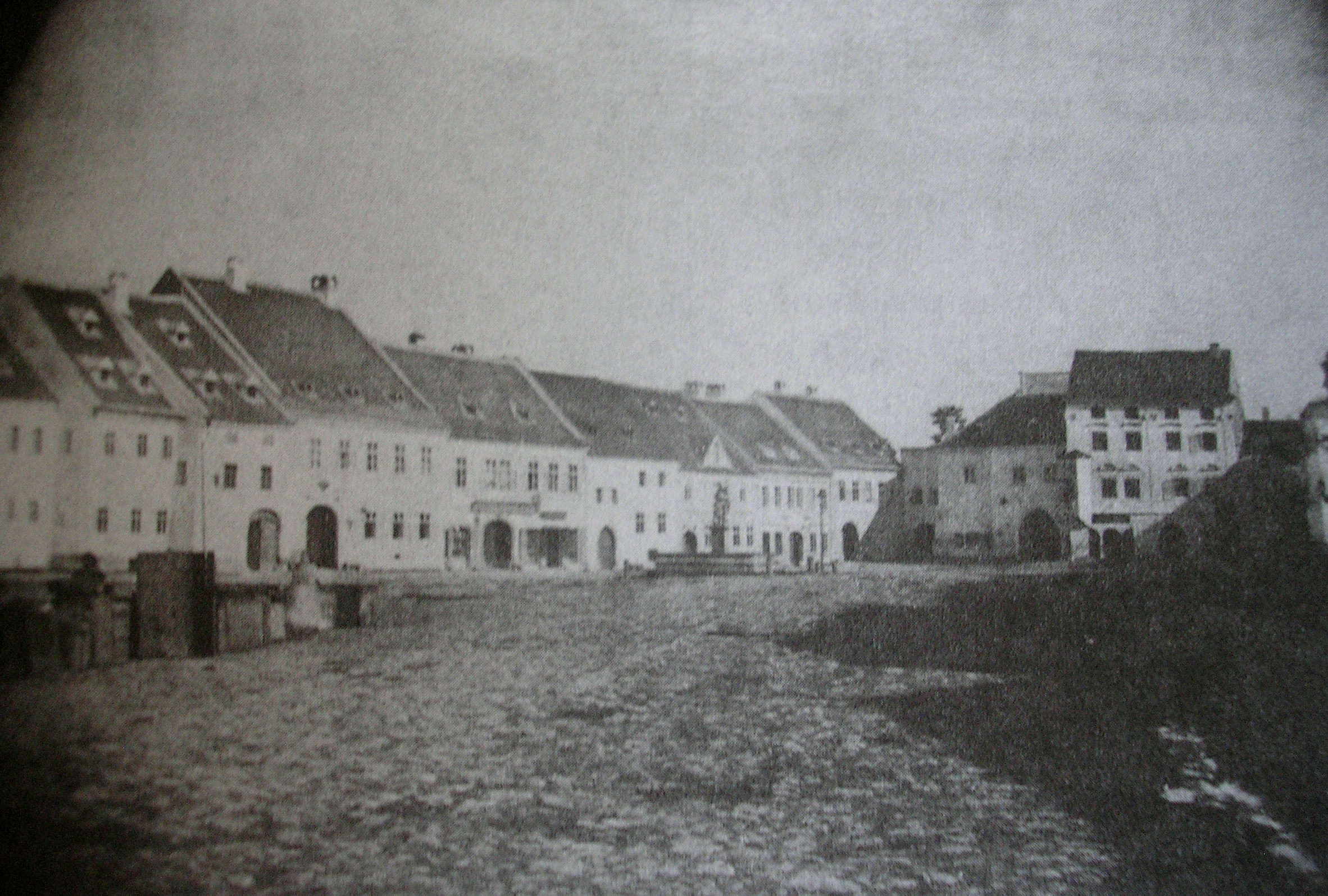
Historická fotografie západní kašny na Karlově náměstí v Třebíči
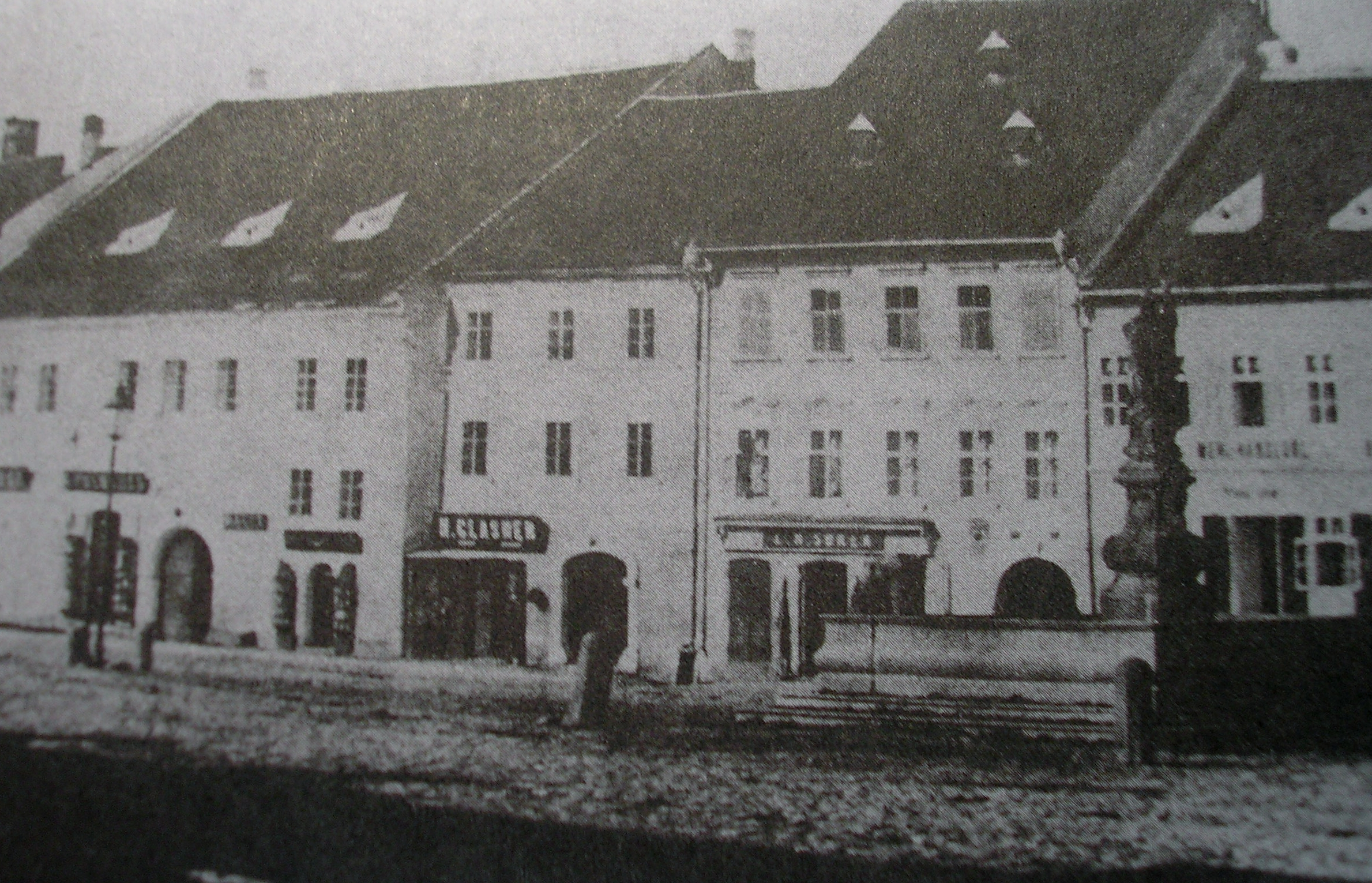
Historická fotografie prostřední, svatováclavské, kašny na Karlově náměstí v Třebíči
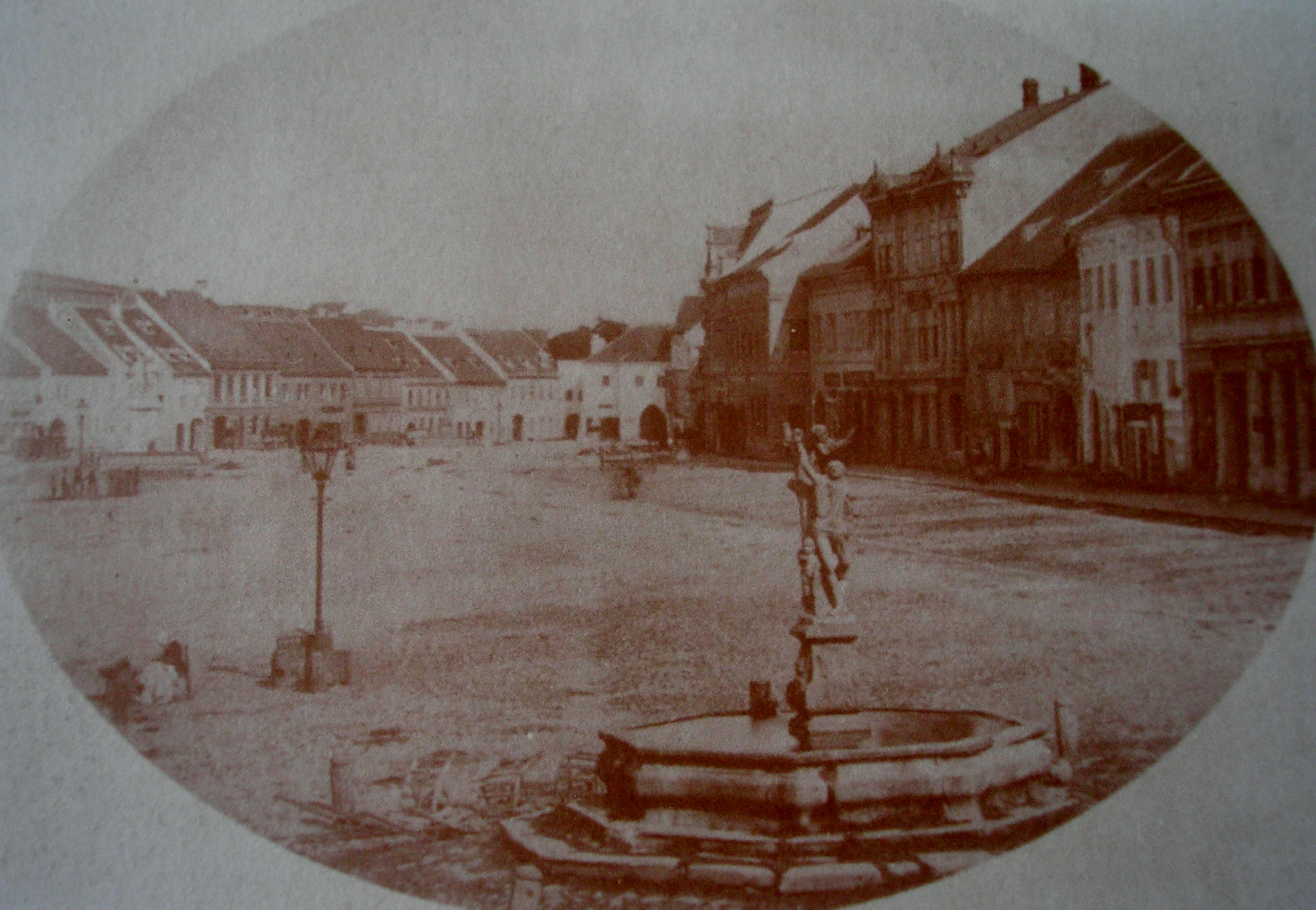
Historická fotografie východní kašny na Karlově náměstí v Třebíči

## Kulturní akce
Karlovo náměstí jako přirozený střed města Třebíče hostí mnoho kulturních akcí; z nich lze uvést:
- Středověké slavnosti Třebíče – oslavy výročí zápisu třebíčských památek na seznam UNESCO (konají se pravidelně v měsíci srpnu);
- Třebíčské Bramborobraní – folklórní festival s řemeslnickými trhy (koná se v září);
- Třebíčské slavnosti piva (konají se v květnu);
- Horácká rally – FIA evropský pohár v rally (červenec).

### Galerie

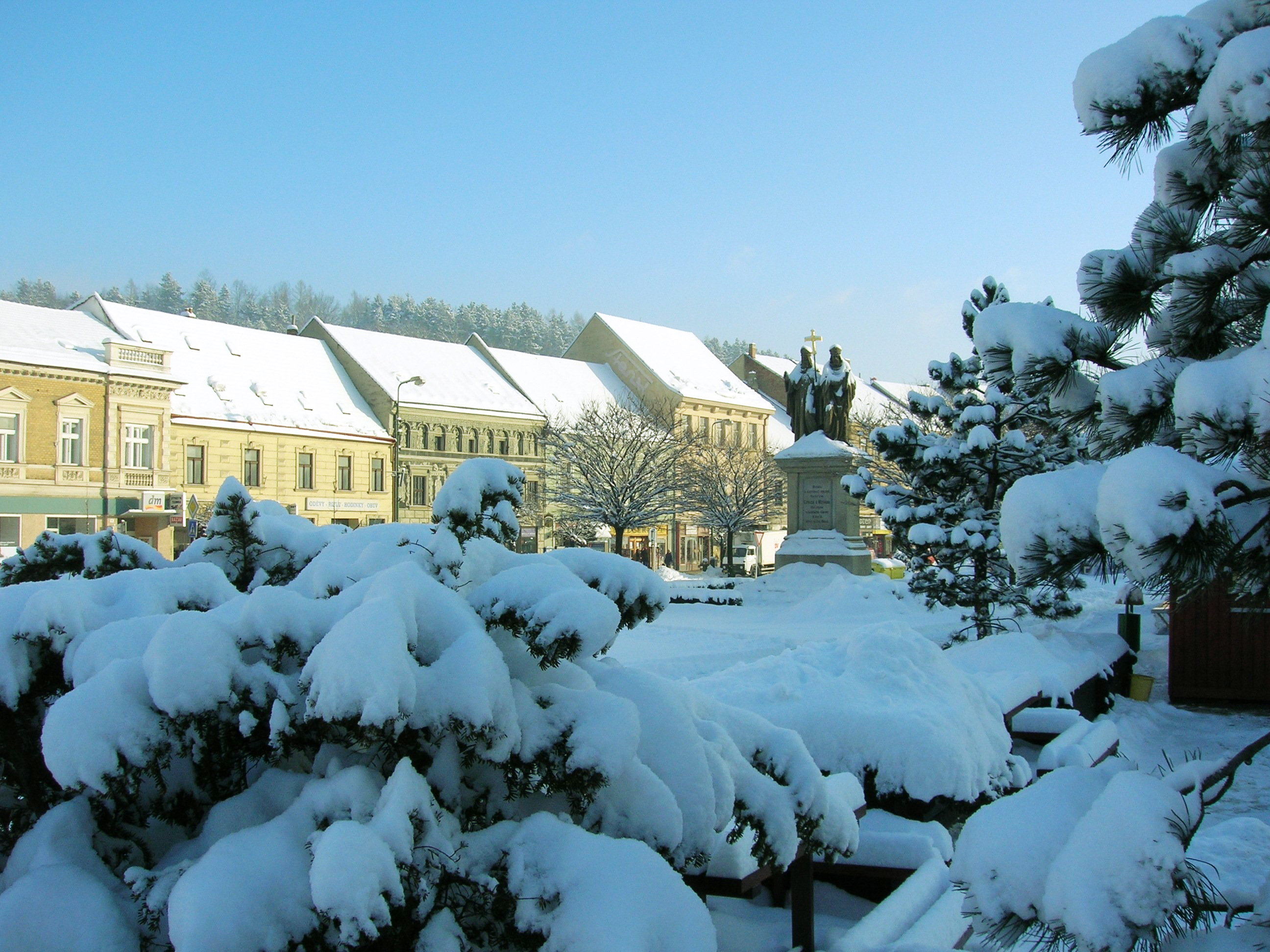
Sousoší Cyrila a Metoděje a Černý dům
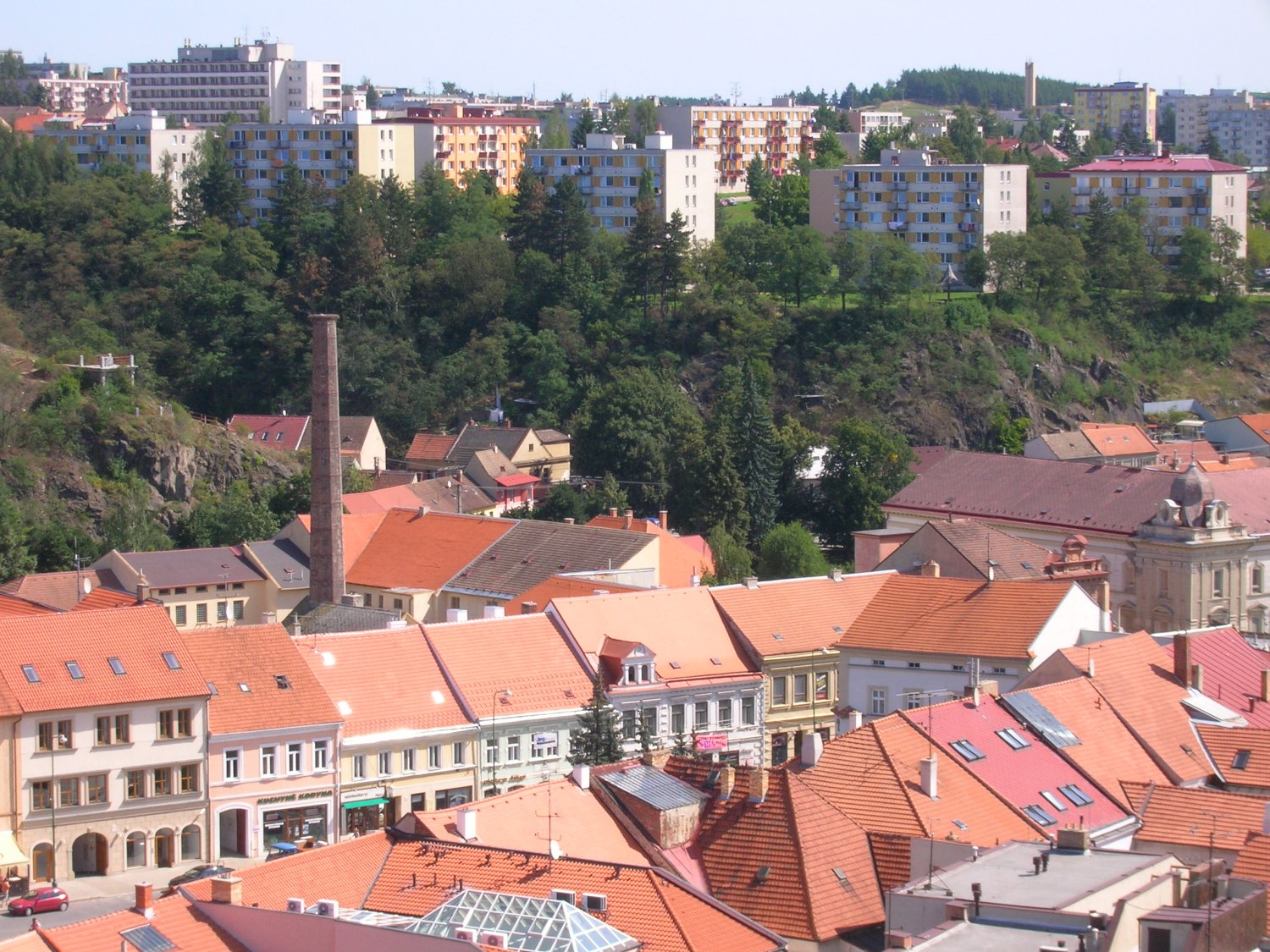
Střechy východní části náměstí
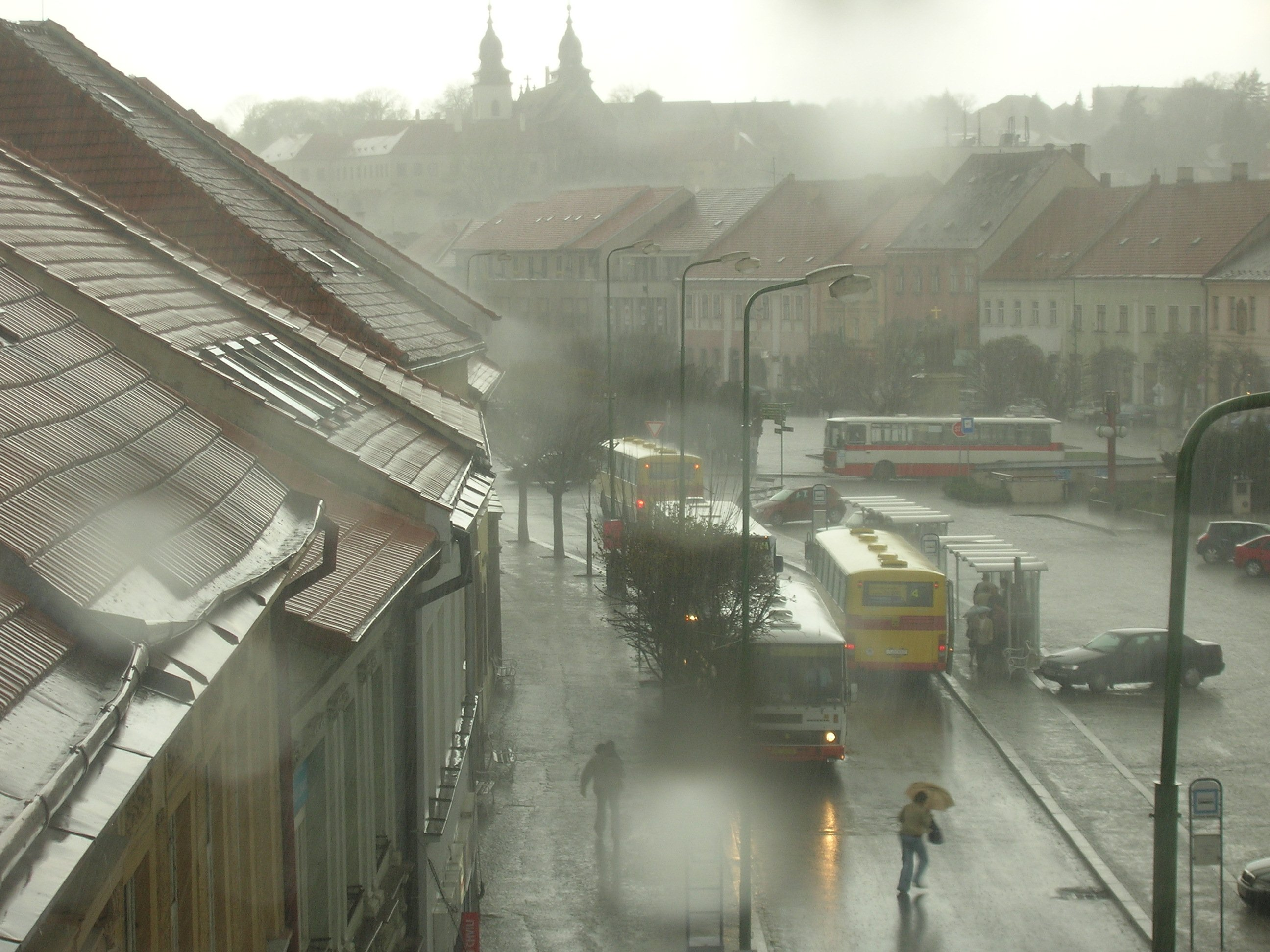
Autobusové zastávky za deště
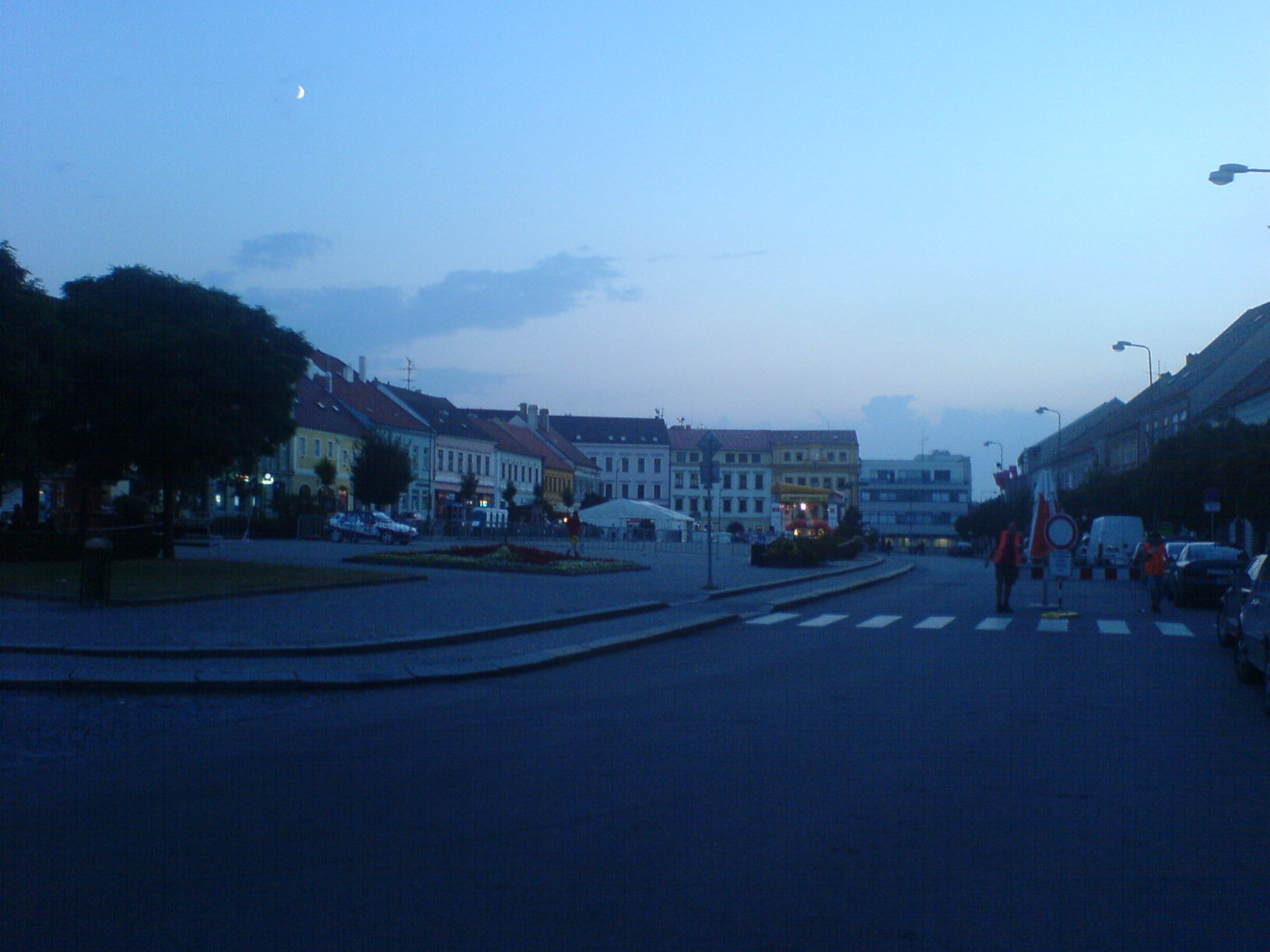
Západní část náměstí během Horácké rally
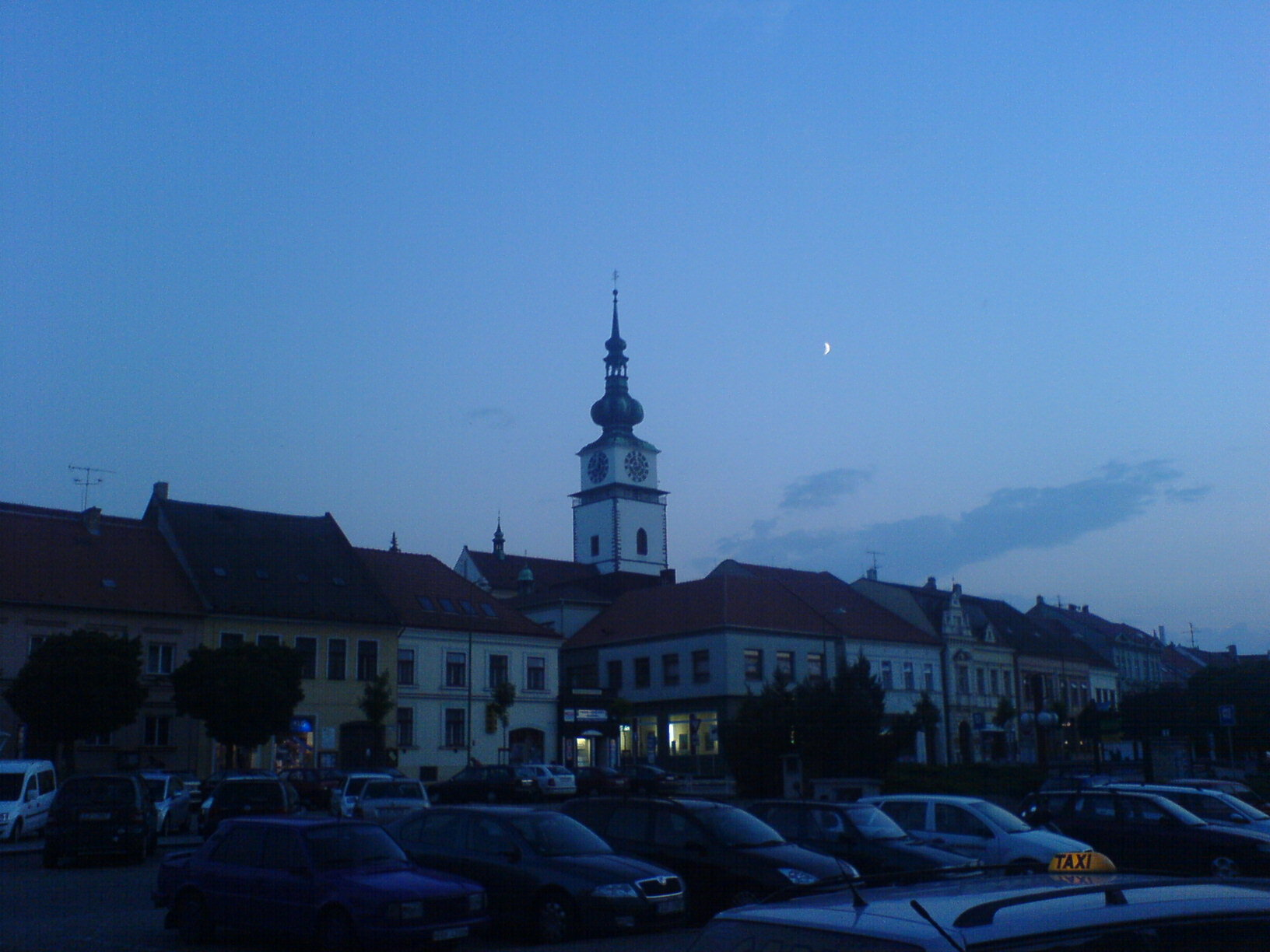
Východní část náměstí s parkovištěm a výhledem na Městskou věž.
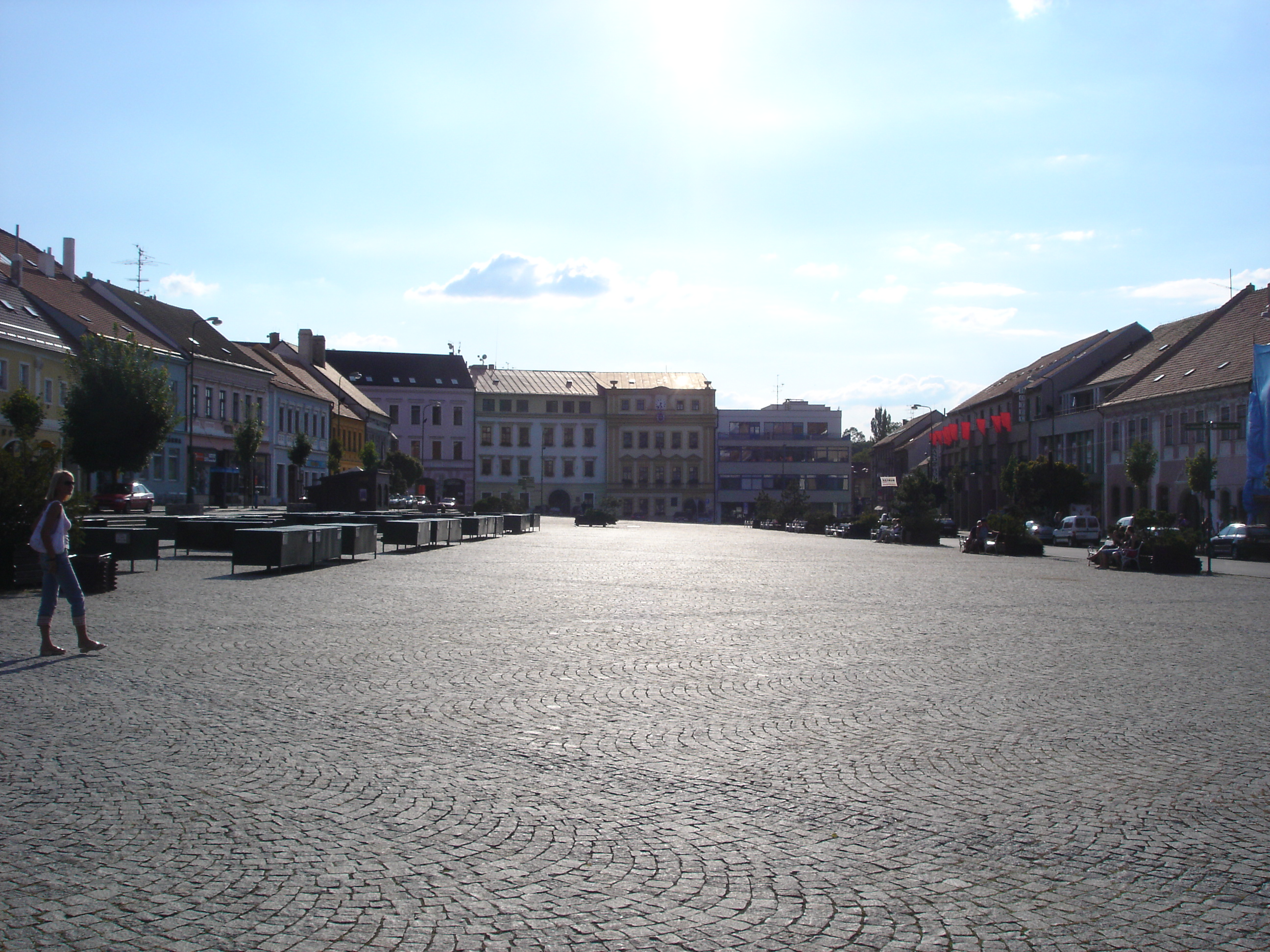
Karlovo náměstí
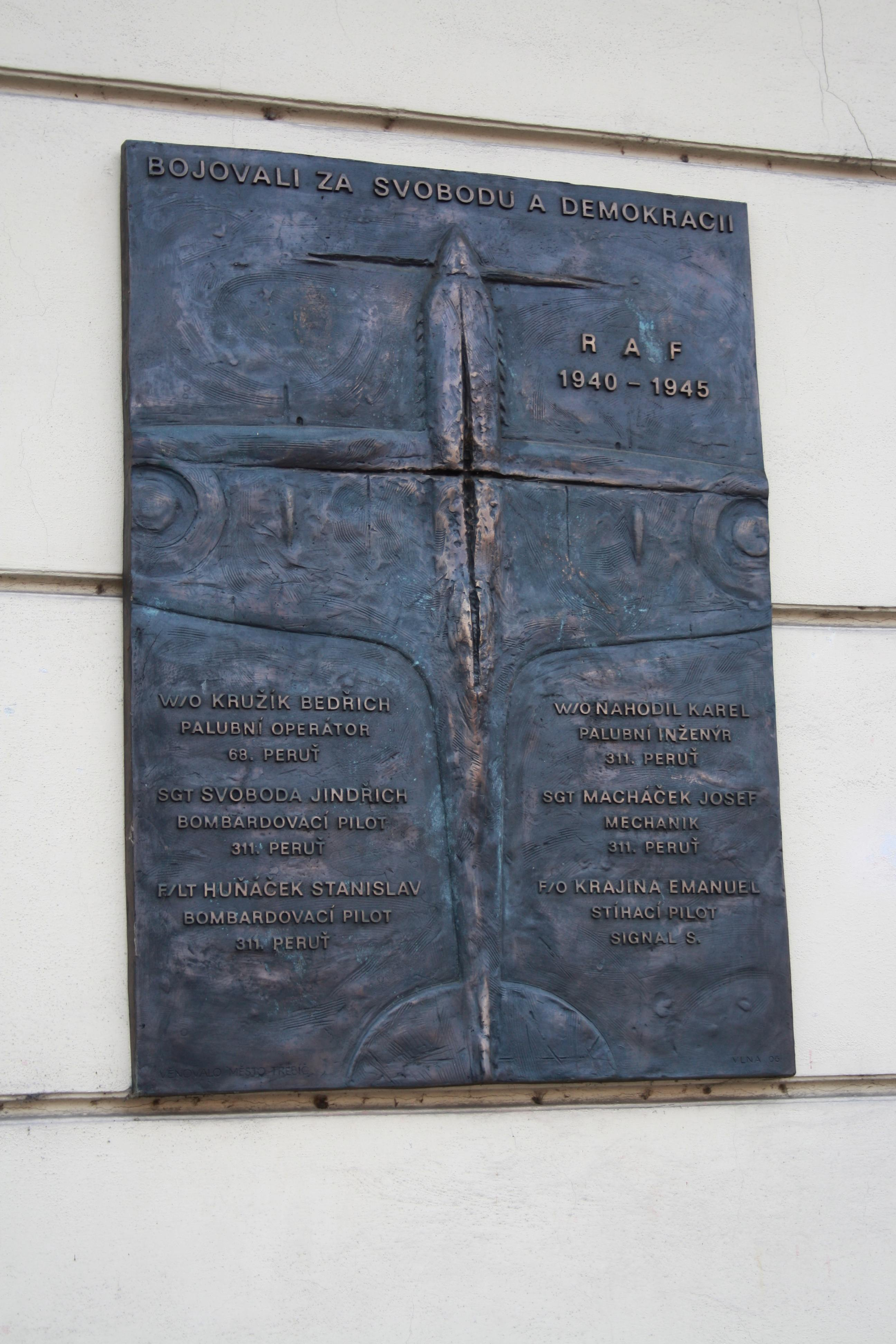
Plaketa se jmény letců RAF z Třebíče.
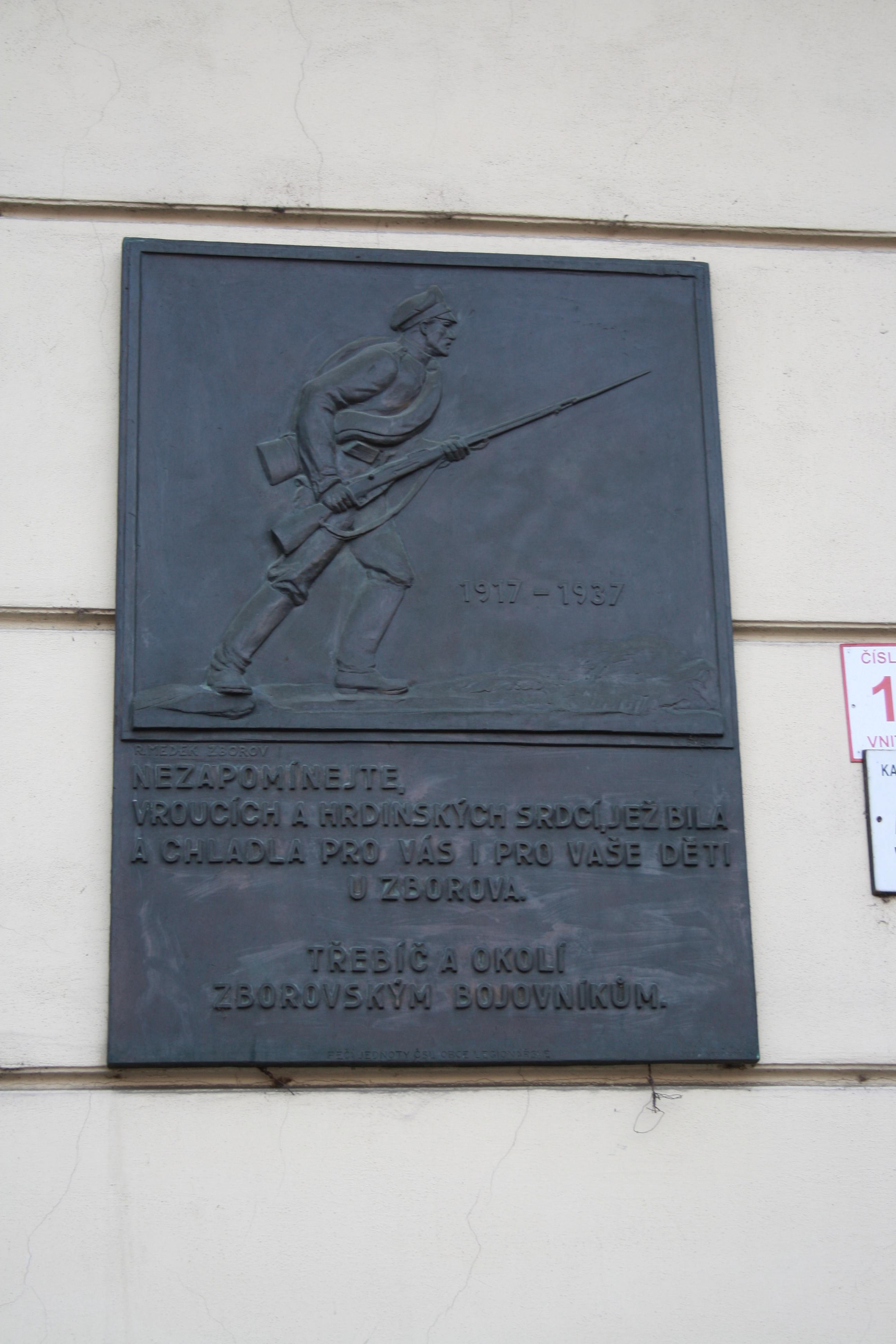
Plaketa k památce zemřelým při bitvě u Zborova.
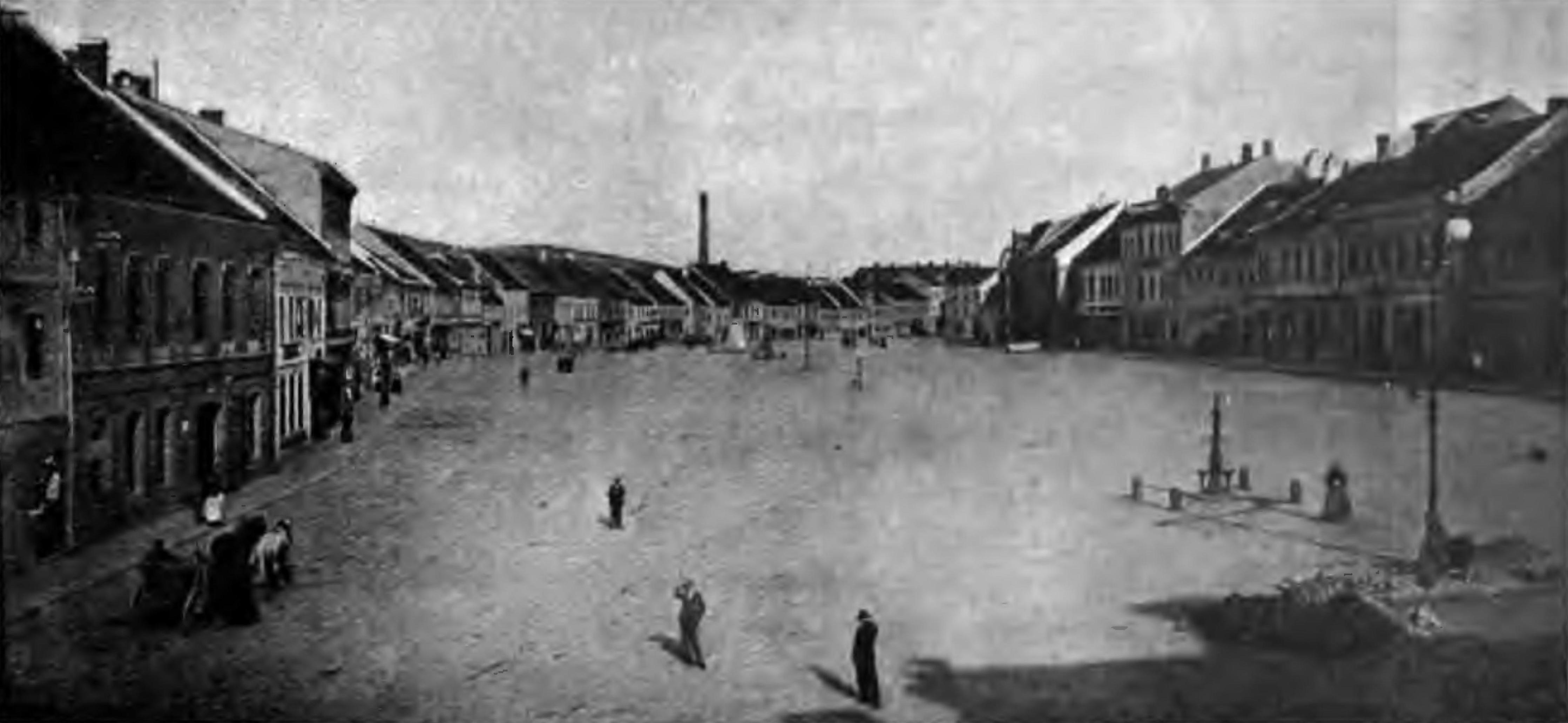
Karlovo náměstí kolem roku 1906